# Palio di Siena
Il Palio di Siena è una competizione fra le diciassette Contrade di Siena nella forma di una giostra equestre di origine medievale.
La "carriera", come viene tradizionalmente chiamata la corsa, si svolge normalmente due volte l'anno: il 2 luglio si corre il Palio in onore della Madonna di Provenzano (festa della Visitazione nel calendario antico) e il 16 agosto quello in onore della Madonna Assunta.
In occasione di avvenimenti eccezionali, di ricorrenze cittadine o nazionali ritenute rilevanti e pertinenti (come il centenario dell'Unità d'Italia), la comunità senese può decidere di effettuare un "Palio straordinario".

## Contrade
Le contrade che corrono il Palio di Siena sono 17:
- Aquila
- Bruco
- Chiocciola
- Civetta
- Drago
- Giraffa
- Istrice
- Leocorno
- Lupa

- Nicchio
- Oca
- Onda
- Pantera
- Selva
- Tartuca
- Torre
- Valdimontone

## Storia

### Origini
Fin dal 1200 si ha testimonianza di una corsa di cavalli a Siena, e documenti anteriori al XII secolo ricordano di un "Palio di San Bonifazio", ossia il santo titolare dell'antica cattedrale, che prima della fondazione di quella attuale sorgeva in Castelvecchio. Proprio al sagrato del Duomo nuovo, in quel periodo fu posta l'insegna del Comune a segnare l'arrivo della corsa dei barberi. Quando Siena divenne una delle più ricche e colte città dell'Europa del Medioevo, il Palio fu l'evento ludico e il momento conclusivo delle feste annuali in onore di Maria Vergine Assunta patrona di Siena e del suo Stato. Il momento culminante delle feste era la cerimonia dell'offerta dei ceri e dei censi in cattedrale, rito insieme religioso e politico, atto di devozione alla Madonna dei senesi e di sudditanza ai reggitori del Comune di Siena.
Per l'organizzazione del Palio, il Comune nominava annualmente i "Deputati della Festa", menzionati regolarmente nei documenti del Trecento, con ampi compiti e attribuzioni. A correre il Palio erano i nobili e i notabili sui loro cavalli; si correva "alla lunga", cioè in linea su un percorso che andava da fuori le mura al Duomo, dall'esterno all'interno. Il premio era un pallium: una lunga pezza di stoffa preziosa, talvolta cucito a bande verticali e foderato da centinaia di pelli di vaio.
Il più antico documento sul Palio è del 1238, e tratta di giustizia paliesca. Fissa a 40 soldi la pena pecuniaria inflitta a tale Ristoro di Bruno Ciguarde «quia cum currisste palium in festa Sancte Marie de Augusto, et fuisset novissimus, non accepit sune sicut statutum est pro novissimo», ossia "perché correndo il Palio ed essendo giunto ultimo, non aveva preso il porco", ossia il premio derisorio che per regolamento veniva assegnato all'ultimo classificato. Tale "purga" era obbligatoria, per meglio definire vittoria e sconfitta, ma si ignora se si trattasse di un vero maialino o piuttosto di un copricapo formato con la testa di porco.
Questi primi Palii furono disputati dai nobili. Le Contrade parteciparono, invece, ai crudi giochi le cui grandi masse di contendenti si opponevano su base territoriale. Siena, infatti, era nata su tre colli, e le Contrade presero vita e forma all'interno di questa tripartizione. La più antica memoria d'archivio delle Contrade è nel regolamento del 1200, dove si prescrive che tutti i cittadini rechino il cero in cattedrale «cum hominibus sue contrate». Le Contrade furono assai più numerose delle attuali: dopo la peste del 1347, il loro numero si ridusse a 42. Presero i loro nomi da strade, porte o fonti, chiese o da illustri famiglie residenti nel loro territorio. Ebbero funzioni devozionali, amministrative, militari e ricreative.

### Rinascimento

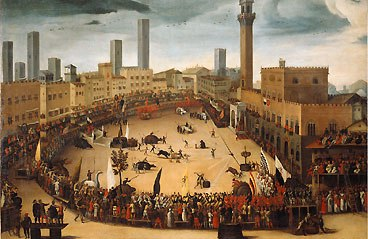
Vincenzo Rustici, Caccia ai tori nel Campo di Siena (1585 ca.)

Nel periodo rinascimentale i giorni del Palio erano occasioni mondane perché in città giungevano i grandi nomi dell'aristocrazia, alti prelati e sovrani europei. Da quando i signori smisero di combattere personalmente le guerre, delegate ai mercenari, cessarono anche di correre il Palio, delegandolo ai fantini. Così il Palio divenne per loro spettacolo da vedere e la corsa occasione alla quale inviare i loro corsieri e i loro portacolori. Ma dopo la caduta della Repubblica di Siena del 1559, le feste persero il loro antico significato politico di trionfo cittadino.
Iniziarono perciò a essere disputati: palii rionali, l'Elmora, i Giochi di San Giorgio, i giochi delle pugna, pallonate, cacce dei tori, bufalate, asinate. Durante questi giochi, figuranti della Contrada ("comparse") entravano in Piazza del Campo accompagnati da carri allegorici rappresentanti animali esotici o fantastici dai significati allusivi a mitici eventi o a nobili virtù.

### Seicento

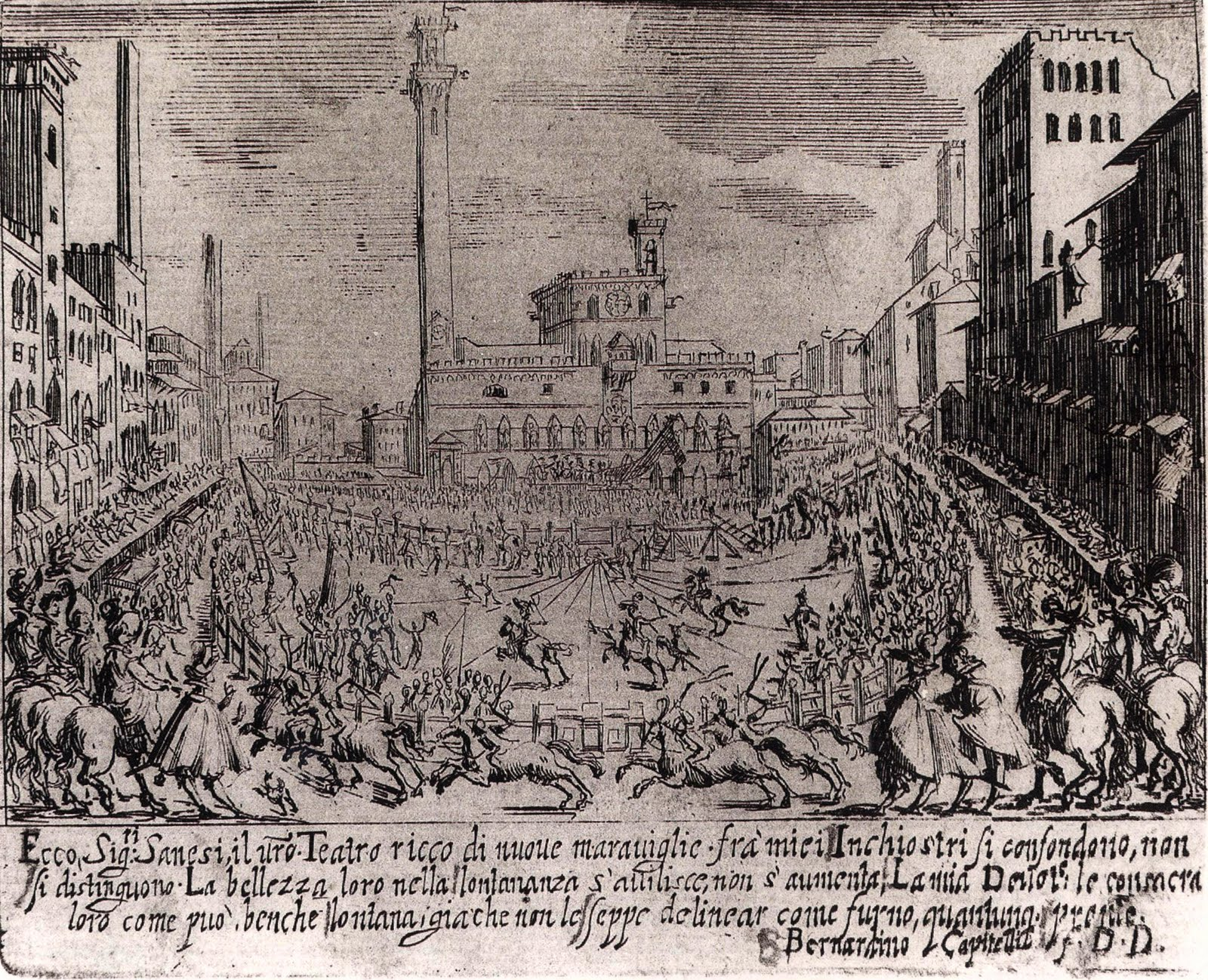
Bernardino Capitelli, Palio "alla tonda"

Nei primi decenni del Seicento il Palio concluse il suo processo di trasferimento in piazza del Campo e la sua trasformazione in festa popolare. La proposta di correre il Palio in piazza arrivò ufficialmente al Comune l'11 luglio 1605 dai due Deputati della festa per il Palio d'agosto: il capitano Sigismondo Santi e il cavalier Fortunio Martini. Una stampa di Bernardino Capitelli mostra un Palio "alla tonda" corso in Piazza probabilmente il 15 agosto 1633. Nell'immagine i fantini cavalcano "a pelo", sono all'arrivo della corsa e si stanno scambiando colpi furibondi con il "sovatto", una sorta di gatto a nove code dal manico a forma di animale. All'interno della Piazza, contradaioli esultanti salutano la vittoria saltando giù dal palco, mentre i maestri di campo a cavallo corrono a mantenere l'ordine.
Il Palio "alla tonda" fu corso in Piazza sempre più di frequente, ma fino alla metà del secolo coesisté con le bufalate. Nel 1656, il Palio "alla tonda" assunse forma strutturalmente definitiva e cadenza regolare, e oltre alla dedica alla Madonna Assunta si aggiunse quella alla Madonna di Provenzano, il cui culto crebbe dopo una serie di miracoli e grazie ricevute. Il Palio di Provenzano prese subito carattere di stabilità: dal 1659 lo organizzò direttamente la Biccherna.
I fantini iniziarono ad avere un ruolo fondamentale, ed erano considerati dei mercenari. Oltre a un compenso fisso, gli si diede la facoltà di questuare nella Contrada vincitrice. Tale abitudine cessò solamente nel 1965 con Andrea Degortes detto Aceto.
Nei primi Palii "alla tonda" le Contrade avevano il compito di procurarsi il loro cavallo, ma per mantenere più eque le possibilità di vittoria, dal 2 luglio 1676 presentarono ciascuna un soggetto, e i cavalli venivano poi assegnati per sorteggio. Dal 1657 si stabilì che i fantini corressero "alla bisdossa" ossia a pelo, e che il cavallo vittorioso seguisse il suo fantino nella collegiata di Santa Maria in Provenzano, presenziando al Te Deum di ringraziamento.
È dunque di quegli anni l'istituzione della "tratta", ossia l'assegnazione a sorte dei cavalli alle Contrade, che avveniva al prato di Camollia, fuori le mura cittadine. Dopo una corsa di prova da Palazzo Diavoli alla chiesa di San Bernardino all'Antiporto, il cavallo primo arrivato veniva scartato, così come l'ultimo. La tratta acquistò subito importanza, anche perché in quegli anni l'ordine di assegnazione dei cavalli costituiva l'ordine di entrata in Piazza delle comparse nel corteo prima della corsa, come pure l'ordine di allineamento alla mossa del Palio.

### Settecento

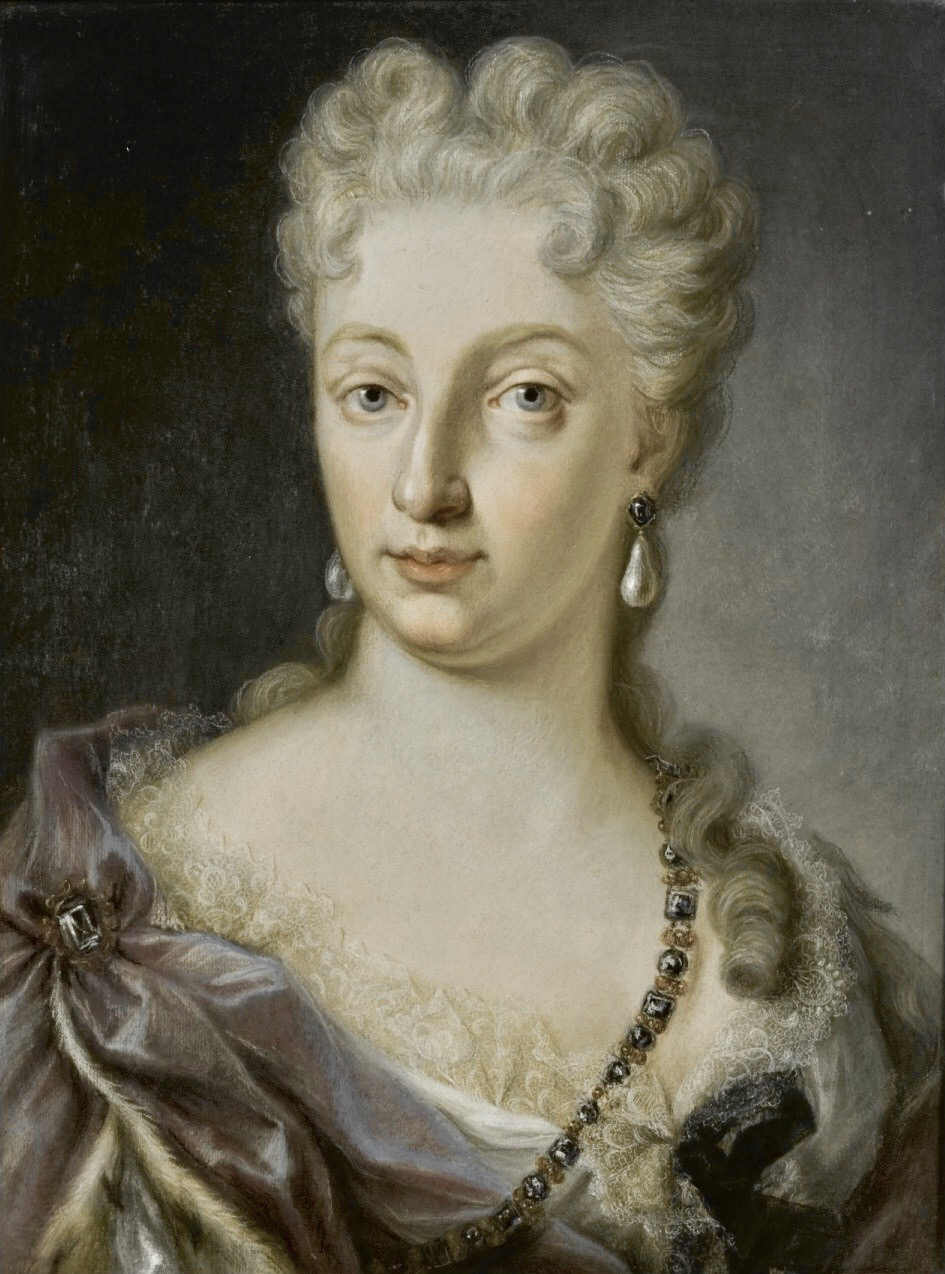
Violante di Baviera: promulgò nel 1729 la Nuova divisione dei confini delle Contrade

Il Settecento fu il secolo dell'introduzione di un secondo Palio, oltre a quello di luglio. L'idea venne dalla Contrada dell'Oca che, vincitrice nel Palio del luglio 1701, chiese di "ricorrere il Palio vinto" ossia di rimettere in palio la vincita, facendo svolgere a proprie spese un'altra corsa il 16 agosto, per le feste dell'Assunta. Nel 1774 il Comune omologò l'organizzazione dei due Palii, e dal 1802 quello di agosto fu organizzato e corso a spese dell'intera comunità cittadina.
Il Palio trovò anche la sua regolamentazione definitiva. Il 16 maggio 1721 il collegio di Balìa emise un bando che costituisce il moderno regolamento del Palio. Vennero regolamentati, ad esempio: gli orari, la costruzione dei palchi, il corteo che precede la corsa, l'ammontare dei premi e le procedure di iscrizione delle Contrade. Un altro bando fondamentale fu la Nuova divisione dei confini delle Contrade, promulgato nel 1729 da Violante Beatrice di Baviera governatrice di Siena, per porre fine alle continue controversie aventi per oggetto non solo i confini territoriali, ma anche il numero e l'entità demografica delle Contrade stesse.
Dal 1761 la "tratta" si svolse in Comune, alla Porta di Biccherna. Cavalli e cavallai di questo secolo furono raramente di nobili origini. Tra i fantini divennero sempre più aspre le rivalità, che si manifestavano in risse, assalti, minacce e colluttazioni come quelle che tra il 1787 e il 1788 opposero Isidoro Bianchini detto Dorino, un maremmano che vinse tredici Palii per nove diverse Contrade, ad altri fantini affermati dell'epoca. Dopo clamorose trattenute e furiose nerbature, con vendette alla corsa successiva, il 2 luglio 1788 Dorino e Ciocio (fantino della Pantera) si affrontarono alla mossa a nerbate con tale furore che rovinarono a terra dove «si azzuffarono per anche uccidersi se la truppa civica non li avesse separati menando i fantini della Lupa, e Pantera in carcere». I fantini furono scarcerati il giorno successivo.

### Ottocento
All'inizio dell'Ottocento furono adottati due provvedimenti importanti. Con il primo, per evitare che i fantini prima della mossa si nerbassero e si azzuffassero, si decise che non sarebbe stato più "permesso ai fantini di ritenersi o battersi, finché dopo date le mosse e calato il canape, non abbiano intieramente oltrepassato tutto il Palco dei Signori Giudici, alla pena, mancando, del carcere [...]". Con il secondo venne suddiviso in due parti il premio che da sempre si dava al vincitore del Palio "alla lunga" del 15 agosto, ossia un drappo di velluto cremisi del valore di 110 talleri. Da allora si dettero 70 talleri in contanti al vincitore del Palio "alla lunga", e 40 alla Contrada vincitrice del Palio "alla tonda".

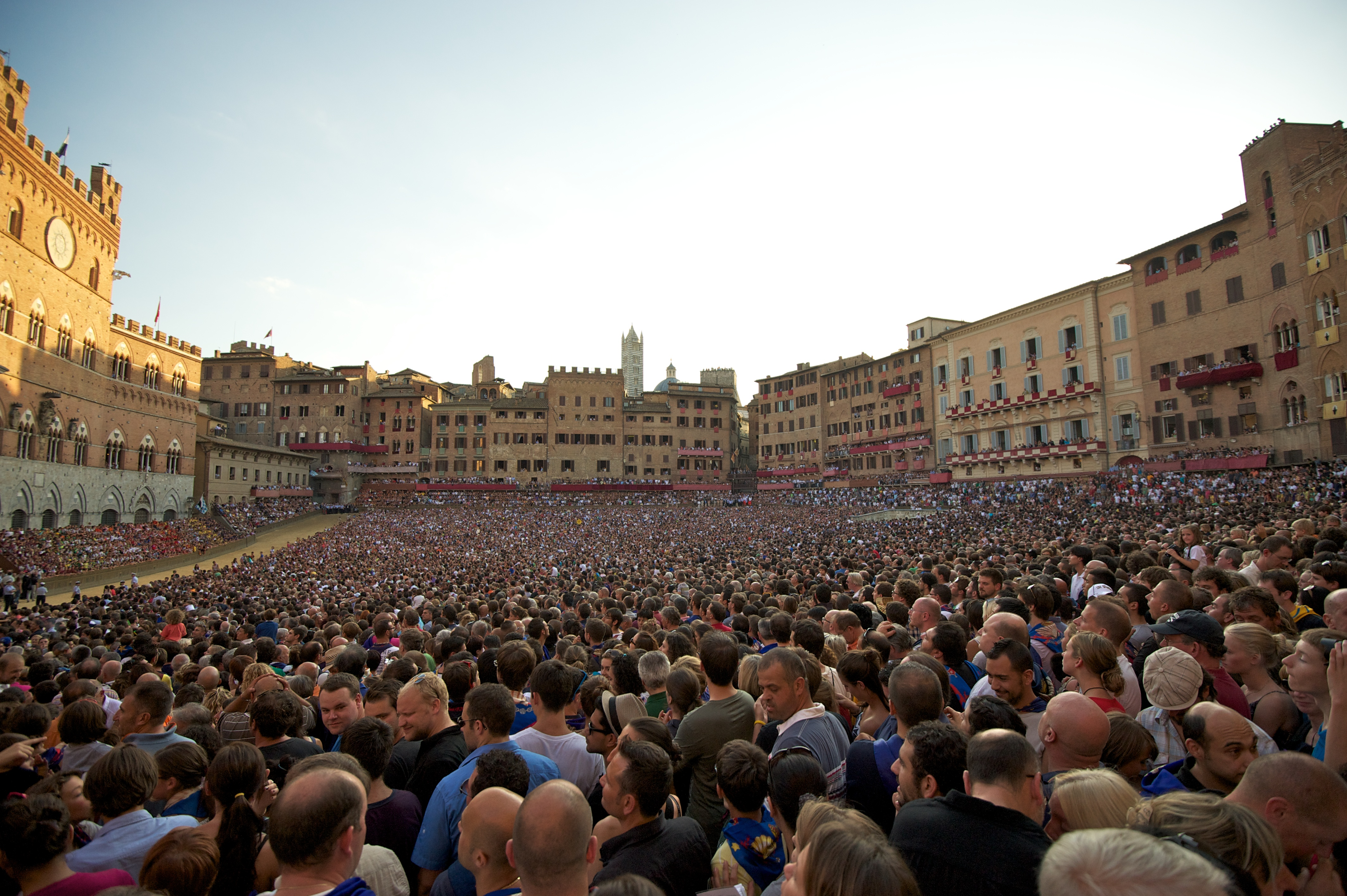
Piazza del Campo colma di spettatori

L'assetto definitivo delle Contrade, nonostante il Comune nel 1845 avesse emanato un'ordinanza che ne codificava immutabilmente i colori, venne codificato qualche anno più tardi con l'Unità d'Italia. Ma anche in clima risorgimentale, l'Aquila non smise mai di spiegare la sua insegna gialla e nera con l'aquila bicipite, che la tradizione voleva concessa direttamente da Carlo V d'Asburgo durante una delle sue visite a Siena. Per tutto il Risorgimento la contrada fu accolta alla sua entrata in Piazza da fischi, rivolti indirettamente all'Impero austro-ungarico. Stessa sorte capitò alla Tartuca, che allora spiegava un'insegna gialla e nera che ricordava quella degli austriaci. Così, anche sull'onda degli entusiasmi per l'elezione di Papa Pio IX, nel 1847 la Tartuca sostituì il nero con il bianco, spiegando così i colori papalini. Due anni dopo l'insegna tornò gialla e nera e i fischi ricominciarono, per cessare solo nel 1859, quando la contrada di Castelvecchio adottò gli attuali giallo e turchino. Sorte opposta toccò alla bandiera dell'Oca, che dal 1791 era verde con arabeschi bianchi e rossi, e pertanto osannata dai patrioti che vi riconoscevano il tricolore italiano.
Nell'Ottocento i fantini si resero protagonisti di clamorosi tradimenti. Esempio fu Francesco Santini detto il Gobbo Saragiolo, che cambiò bandiera per trent'anni, correndo per 15 Contrade e vincendo per 7 diverse. Quando, nel 1855, con uno dei cavalli favoriti andò dritto alla curva di San Martino con dolo, a chi gliene chiese ragione replicò: «Ma che dovevo vincere per voialtri miserioni che mi davi 140 monete, quando ne ho guadagnate 170?» Era comunque assai frequente all'epoca, non essendoci ancora chiusure alle curve di San Martino e del Casato, che i fantini traditori scappassero di Piazza, galoppando fuori le mura.

### Novecento

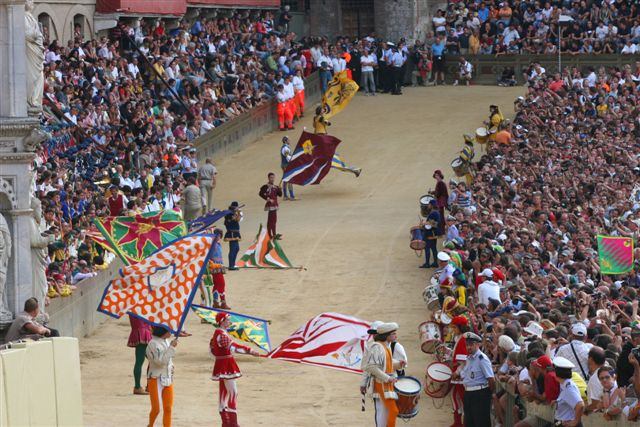
Alfieri pronti per la "Sbandierata della vittoria"

Agli inizi del Novecento, Contrade e Comune rinnovarono i costumi del Corteo storico: nel 1904 venne adottata definitivamente la foggia medievale-rinascimentale dei figuranti. Nel 1919 si introdusse la "sbandierata della vittoria" di diciassette alfieri, ognuno al rullo del suo tamburo, appena prima dell'uscita dei cavalli dall'Entrone del Palazzo Pubblico.
Tra i fantini più importanti del nuovo secolo primeggiò subito Angelo Meloni detto Picino, uno dei più grandi di tutti i tempi: corse 52 volte per 15 Contrade, vincendo 13 Palii in 7 Contrade diverse. Il suo strapotere in Piazza fu mitigato dal fatto che dal 1907, per paura di accordi fra i fantini, si impedì a parenti fino al terzo grado e affini di primo grado, di correre nello stesso Palio (regola che rimarrà in vigore fino al 1972). E così Picino lasciò spazio a suo figlio Corrado detto Meloncino, che avrebbe vinto due Palii. Si distinsero anche: Domenico Fradiacono detto Scansino, che nel 1896 vinse un "cappotto" per la Torre, e che a cavallo di due secoli corse 30 Palii vincendone 7, e Aldo Mantovani detto Bubbolo, uno dei pochi fantini nati a Siena, che esordì nel 1910, corse 31 Palii e ne vinse 4.
Dal 1915 al 1918 il Palio venne sospeso, in coincidenza con la prima guerra mondiale. Alla ripresa, con l'avvento del Fascismo, l'organizzazione del Palio passò sotto l'egida dell'Opera Nazionale Dopolavoro. Il Palio del luglio 1936 fu detto "dell'Impero" perché celebrava la nascita dell'Impero italiano. Tra le due guerre il Corteo storico si rinnovò ancora: per le monture venne adottato lo stile di fine Quattrocento.

Angelo Meloni detto Picino

Fu quello anche il periodo del "T.O.N.O.", acronimo per "Tartuca, Onda, Nicchio, Oca": l'unica coalizione di Contrade della storia del Palio che vinse un paio di corse, ma si sciolse quando nel 1934 l'Oca andò a vincere contro gli accordi. Proprio la rivale dell'Oca, ossia la Torre, si legò a Fernando Leoni detto Ganascia, il successore di Picino. Ganascia fu un calcolatore meticoloso, che cercava di non lasciar niente al caso. Le sue strategie erano elaborate anche in inverno a Monticello Amiata, dove era nato da Domenico Leoni detto Moro, fantino vittorioso due volte. Ganascia corse per 15 Contrade, e riuscì a vincere 8 Palii. Tra di essi rimase memorabile il "cappotto" del 1933 della Tartuca, per di più sullo stesso barbero: Folco.
Le attività paliesche e contradaiole furono interrotte dalla seconda guerra mondiale. Finita la guerra, nel 1945 venne organizzato il Palio straordinario del 20 agosto, passato alla storia come "il Palio della Pace". Peccato che, proprio in quell'occasione, si verificò la più grande scazzottata del secolo, dovuta al fatto che la Contrada favorita, quella del Bruco, non accettò di aver perso il Palio, che fu vinto dal Drago. La scazzottata di quel Palio viene ancora raccontata dai vecchi delle due Contrade, senza tener conto che la Contrada del Bruco, sconfitta in Campo, fu tenuta a risarcire la Contrada vittoriosa del Drago, facendo ridipingere a sue spese il Palio appena distrutto dai suoi contradaioli. Proprio nel 1945 inizia anche la lunga carriera del fantino Giuseppe Gentili detto Ciancone; centrò 9 vittorie dal 1946 al 1969, con un'interruzione di 4 anni dovuta al pestaggio prima, e all'ostracismo poi, da parte dei contradaioli dell'Oca a causa del Palio vinto dalla Torre nel 1961 mentre lui correva per l'Oca, passato alla storia come "il Palio della rigirata". Gli anni del dopoguerra sono anche quelli che hanno visto la ribalta di un altro fantino: Giorgio Terni detto Vittorino; egli, in 21 corse, vinse 6 volte. Il 16 agosto 1957 si verificò un evento storico: una ragazza di nome Rosanna Bonelli detta Rompicollo, a distanza di quasi circa 400 anni, ripeté l'impresa della villanella Virginia Tacci di correre il Palio. Tra i fantini che hanno lasciato il segno figura Andrea Degortes detto Aceto, che vinse 14 Palii, stabilendo così il record di vittorie tra i fantini del Novecento, che gli è valso il soprannome di "Re della Piazza".
Tra i cavalli che più hanno lasciato il segno nella Piazza del Campo, a partire dalla fine degli anni cinquanta figurano Uberta de Mores, vincitrice di 5 Palii di cui 4 consecutivi, che passò il testimone a Topolone, vincitore di 7 Palii; poi Panezio, vincitore di 8 Palii in una carriera durata 13 anni; e Urbino de Ozieri, vincitore di 3 corse su 4 disputate a causa del suo forzato ritiro per manifesta superiorità.

### Anni Duemila

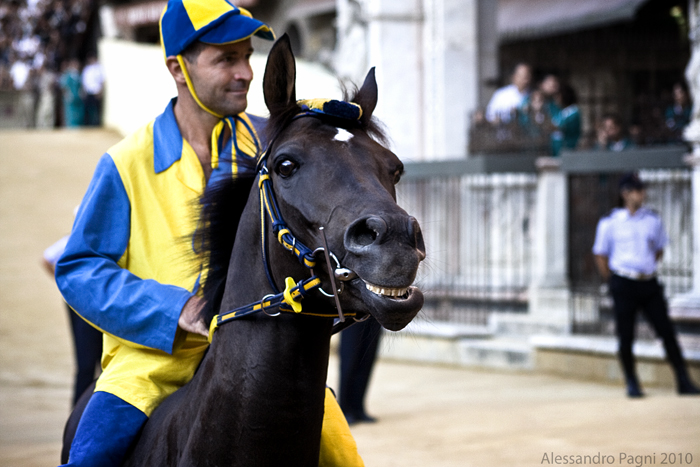
Trecciolino su Istriceddu, vittoriosi al Palio d'agosto 2010

Il nuovo millennio è caratterizzato dal dominio in Piazza del Campo di Luigi Bruschelli detto Trecciolino, fantino senese vincitore complessivamente di 13 Palii, di cui 10 dal 2000. Giovanni Atzeni detto Tittia ha trionfato sul tufo di Piazza del Campo per 10 volte (il Palio di agosto 2019 corso nella Selva lo vincerà con il cavallo scosso), Andrea Mari detto Brio ha invece centrato 6 vittorie. Nel ventunesimo secolo la Contrada più vittoriosa è la Selva con 6 Palii.
Il 2016 è un anno particolare nella storia plurisecolare del Palio: la Lupa, fino ad allora la nonna di Siena a secco dal 1989, centra infatti uno storico "cappotto" con lo stesso cavallo e lo stesso fantino. Infatti, sia in luglio sia in agosto è Jonatan Bartoletti detto Scompiglio a vincere in Piazza, montando Preziosa Penelope. Prima della Lupa, la sola Tartuca era riuscita a centrare il medesimo risultato (nel 1933, con Fernando Leoni detto Ganascia su Folco).
Nel 2018, a distanza di 18 anni dal precedente (settembre 2000), si torna a correre un Palio Straordinario: l'occasione è rappresentata dal centenario della Prima guerra mondiale. A vincere è Remorex, il cavallo scosso della Tartuca, montato al canape da Andrea Coghe detto Tempesta.
Nel 2020, a causa della Pandemia di COVID-19 in Italia, entrambi i Palii del 2 luglio e del 16 agosto sono stati inizialmente rinviati al 2021: non accadeva da 80 anni, ossia dall'annullamento dei Palii dal 1940 al 1944 a causa della seconda guerra mondiale; sono state cancellate anche le feste titolari delle Contrade, così come ogni altra manifestazione della vita paliesca del 2020. Anche nel 2021, sempre a causa della pandemia di COVID-19, i Palii sono stati annullati.
Al rientro in Piazza dopo la sospensione, Giovanni Atzeni detto Tittia si rende artefice di tre vittorie consecutive (i Palii del 2022 e di luglio 2023), divenendo il primo fantino a vincere cinque volte consecutivamente il Palio, avendo vinto anche entrambi i Palii del 2019.
La vita paliesca moderna si concentra ormai su luoghi precisi, come l'oratorio, ossia il luogo più antico della Contrada, che funge da cappella per le cerimonie religiose sia della Contrada, sia dei suoi singoli membri, e la "Società di Contrada", un circolo aperto quotidianamente e gestito dal volontariato contradaiolo. Per la città sono disseminate le fontanine che portano segni araldici delle Contrade, e che vengono usate per il "battesimo contradaiolo". Ogni Contrada dispone inoltre di una sede storico-museale. Alla Contrada si appartiene tradizionalmente in diverse maniere. La più antica è lo ius soli, ossia la nascita entro i confini della Contrada. Si appartiene anche per ius sanguinis, per discendenza diretta da membri di una Contrada. Quando i genitori sono di due Contrade diverse, l'appartenenza contradaiola dei figli è attentamente negoziata, tenendo conto delle ascendenze e delle parentele da entrambe le parti e della rilevanza della Contrada nella vita di ognuno dei genitori. Un terzo criterio si basa su quale Contrada si sceglie di frequentare, dove si hanno i rapporti sociali più stretti e importanti, anche per chi viene da fuori città o fuori nazione.

## La carriera

### Partecipanti

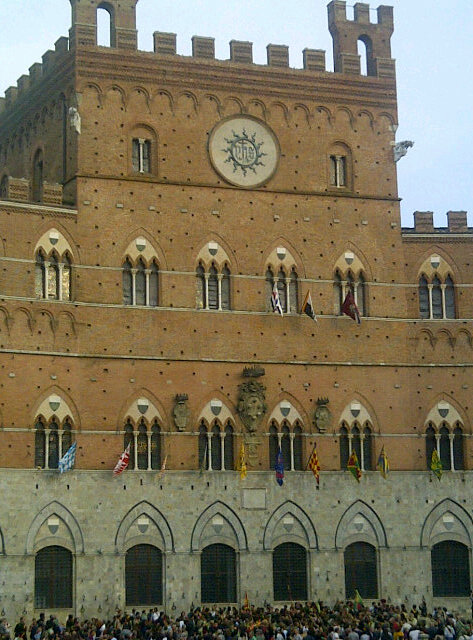
Un momento dell'estrazione per il Palio di luglio 2012

La corsa si svolge nella piazza centrale Piazza del Campo: a ogni Palio partecipano 10 contrade tra le 17 totali, scelte a sorte e secondo un particolare regolamento che consente la costante rotazione delle partecipanti. Corrono di diritto le 7 contrade che non hanno corso il Palio corrispondente dell'anno precedente, e un mese prima del Palio (l'ultima domenica di maggio per quello di luglio, e la prima domenica dopo il Palio di luglio per quello di agosto) vengono estratte a sorte le 3 contrade mancanti; l'annuncio al popolo è dato attraverso le bandiere delle tre contrade estratte che vengono issate alle finestre del Palazzo Comunale. Vengono inoltre estratte le altre 7 contrade rimanenti, per stabilire l'ordine di sfilata nel corteo storico; esse parteciperanno di diritto al corrispondente Palio dell'anno successivo. In caso di Palio straordinario, avviene un sorteggio tra tutte le contrade per determinare le dieci partecipanti.

#### Prossime carriere
- Hanno corso il Palio del 16 agosto 2025[25][26]:

Pantera, Tartuca, Drago, Bruco, Giraffa, Aquila, Leocorno, Onda, Civetta, Valdimontone
- Correranno di diritto il Palio del 2 luglio 2026[25][27]:

Onda, Civetta, Giraffa, Aquila, Torre, Leocorno

### Le fasi della "mossa"
Nel pomeriggio, prima della corsa, dal Duomo si snoda la passeggiata storica durante la quale sfilano i mazzieri, i figuranti e i cavalieri rappresentanti il Comune e le istituzioni storiche cittadine, oltreché le "comparse" delle contrade, i cui figuranti indossano le "monture", ossia i costumi con i colori delle rispettive contrade.

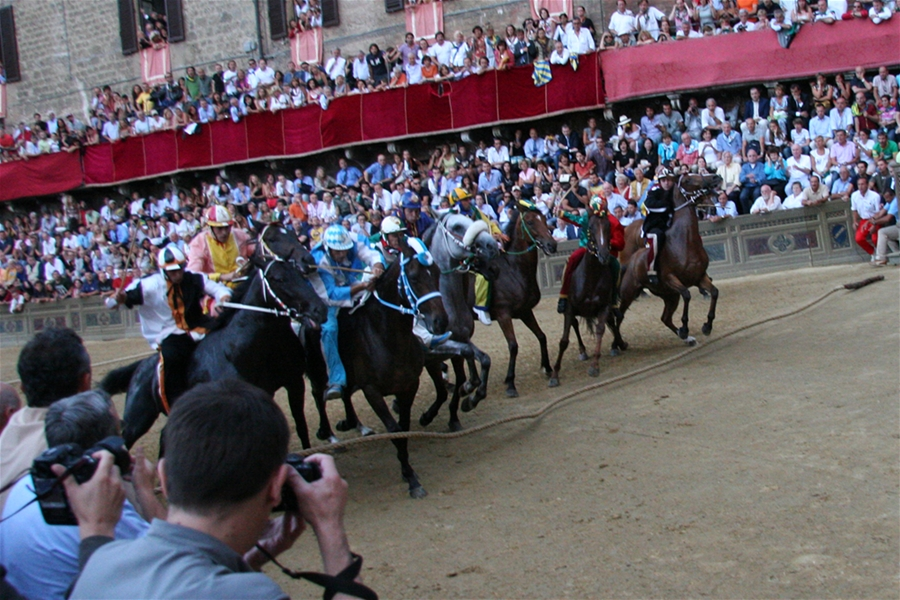
Il momento della partenza del Palio di luglio 2007

Dopo il corteo storico (alle 19:30 a luglio, alle 19 ad agosto), i fantini escono a cavallo dall'entrone del Palazzo Comunale, ricevono il nerbo (tendine di bue essiccato per sollecitare il cavallo) e si portano nella zona della partenza, chiamata "mossa". Il punto di partenza si trova all'altezza del vicolo della Costarella dei Barbieri, cioè nel tratto precedente alla Fonte Gaia. A questo punto il "mossiere", giudice unico della validità della partenza situato su un palco detto "verrocchio", riceve una busta contenente l'ordine di allineamento ai canapi, ossia due lunghe corde che delimitano la zona di partenza. Per accedere alla zona tra i due canapi, la corda posteriore è più corta ed è sorretta da un meccanismo chiamato "verrocchino"; in questo modo viene lasciato uno spazio attraverso il quale i cavalli fino al nono possono entrare e quello sorteggiato "di rincorsa" può determinare il momento di partenza.

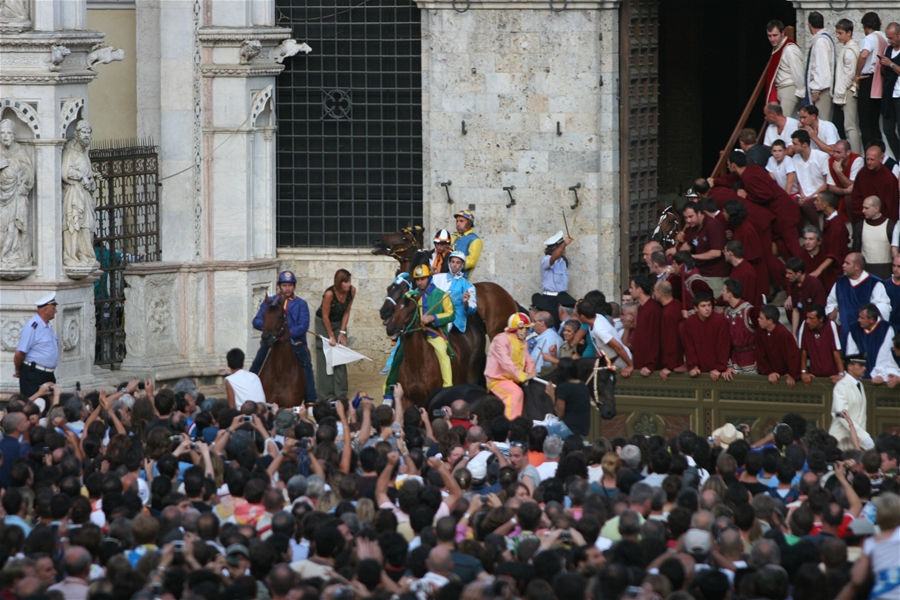
Cavalli e fantini escono dall'entrone del Palazzo comunale

L'ordine di ingresso è segreto fino all'ultimo momento e viene determinato con un meccanismo automatico chiamato "fiasca". Esso è composto da un tubo verticale che termina dentro un serbatoio. Prima che i cavalli escano dall'entrone, i "Deputati della Festa" (i fiduciari del Comune nominati di Palio in Palio, garanti e responsabili del corretto svolgimento di tutte le operazioni legate alla corsa) pongono dieci sfere di legno, detti "bàrberi", raffiguranti i colori delle contrade partecipanti dentro il serbatoio, sul quale attaccano il tubo verticale dotato di dieci fori numerati. La "fiasca" viene poi agitata, così da far disporre casualmente le sfere, che vengono fatte scivolare nel tubo (nel frattempo coperto); il tutto viene poi sigillato. Nel momento in cui i cavalli e i fantini raggiungono la curva del Casato, il tubo viene scoperto e i sigilli vengono rimossi: l'ordine viene così appuntato su un foglio, fatto recapitare dal comandante della Polizia municipale direttamente al "mossiere" in piazza.
A questo punto il "mossiere" chiama le contrade dentro i canapi secondo l'ordine stabilito. La decima contrada resta fuori, essendo quella "di rincorsa", che potrà entrare tra i canapi già al galoppo passando nello spazio fra il verrocchino e il lato esterno della pista, e dare così il via alla corsa. Di conseguenza chi decide il momento di inizio della corsa non è il "mossiere" ma il fantino del cavallo "di rincorsa". La capacità del "mossiere" sta nel riuscire a percepire per tempo l'azione della rincorsa e sganciare con un pedale il canape anteriore posto davanti alla linea degli altri nove cavalli con il giusto tempismo; giudice insindacabile è il mossiere stesso.
Durante questa fase, è comune tra i fantini adottare strategie, porre veti incrociati, tentare di raggiungere accordi. I momenti prima della partenza sono infatti quelli in cui i fantini possono chiedere e cercare collaborazioni o aiuti ad altri fantini. Tutta questa attività è detta "fare i partiti". Ogni fantino sa che deve cercare non solo le migliori condizioni per una buona partenza del proprio cavallo, ma anche cercare le condizioni sfavorevoli per le contrade rivali. Pertanto, una delle preoccupazioni della "rincorsa" è quella di partire nel momento in cui le contrade rivali sono nelle condizioni peggiori al canape. Tali operazioni di partenza a volte risultano molto lunghe e si possono protrarre anche fino al calare della sera. Se la mossa si protrae a lungo e la visibilità diminuisce eccessivamente, il Palio può essere rinviato al giorno successivo, come accaduto ad esempio nel luglio 1991; in questo caso viene esposta una bandiera verde dalla finestra del Palazzo Pubblico.
Immediatamente dopo la mossa (se valida) il mossiere abbandona la piazza e quindi non assiste alla corsa. Ciò avviene per ragioni di ordine pubblico.

### La corsa

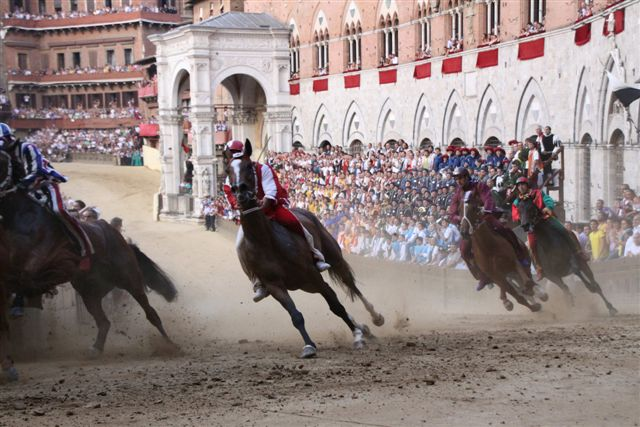
Una fase del Palio di luglio 2010

Una volta entrata la "rincorsa", se considerata valida la partenza, prende il via la corsa. Il Palio viene vinto dal cavallo, con o senza fantino, che per primo abbia compiuto tre giri della piazza in senso orario; la linea d'arrivo, segnalata da un bandierino, è nella stessa zona della partenza, pur non coincidendo esattamente (è leggermente più avanti rispetto alla mossa). In caso di arrivo di cavallo senza fantino, si parla di cavallo scosso. I fantini e i cavalli corrono con addosso rispettivamente il giubbetto e la "spennacchiera" con i colori della contrada.
Dopo la vittoria, i contradaioli festanti si precipitano sotto il palco dei Capitani a ritirare il drappellone, che sarà dapprima portato in chiesa (in luglio presso la Collegiata di Santa Maria in Provenzano, in agosto presso il Duomo) e poi conservato per sempre nel museo di Contrada. La Contrada festeggerà a partire dalla sera stessa e per settimane con una serie di cortei e cene nel proprio territorio ("cenini").

## Rapporti tra le contrade
Nella plurisecolare storia del Palio di Siena si sono consolidati rapporti fra Contrade di varia natura, codificati in tre tipologie: di alleanza formale, di rivalità e di "mancanza di rapporti formali".

### Le alleanze
Una alleanza fra Contrade viene sancita da un accordo, che comporta non solo obblighi formali come scambi di doni e di visite o festeggiamenti in caso di vittorie della contrada alleata, ma anche trattamenti di favore in occasione delle lunghe trattative, più o meno segrete, fra le diverse Contrade per la vittoria del Palio (quelli che in gergo paliesco vengono chiamati "partiti").
Le alleanze formalmente vigenti sono:
- Bruco e Istrice (dal 1665)
- Nicchio e Onda (dal 1684)
- Aquila e Civetta (dal 1718)
- Giraffa e Pantera (dal 1781)
- Onda e Valdimontone (dal 1781)
- Bruco e Nicchio (1785 - 1882 e dal 1946)
- Aquila e Drago (dal 1788)

- Selva e Tartuca (dal 1788)
- Chiocciola e Selva (dal 1790)
- Pantera e Leocorno (dal 1792)
- Civetta e Pantera (dal 1794)
- Giraffa e Istrice (dal 1795)
- Chiocciola e Pantera (dal 1813)
- Leocorno e Tartuca (dal 1815)

- Bruco e Torre (dal 1912)
- Civetta e Giraffa (dal 1923)
- Civetta e Istrice (dal 1933)
- Nicchio e Tartuca (dal 1933)
- Onda e Tartuca (dal 1933)
- Chiocciola e Istrice (dal 1947)

Nella storia del Palio sono stati numerosi gli accordi di alleanza fra Contrade, venuti poi meno nel corso degli anni. Essi sono stati i seguenti:
- Oca e Onda (1643 - 1966)
- Chiocciola e Tartuca (1689 - 1814, 1820 - 1840 e 1866 - 1910)
- Tartuca e Torre (1689 - 1933)
- Chiocciola e Torre (1689 - 1972)
- Aquila e Pantera (1730 - 1947)
- Bruco e Lupa (1771 - 1963)
- Nicchio e Oca (1777 - 1934)
- Selva e Pantera (1780 - 1789)

- Giraffa e Valdimontone (1781 - 1963)
- Drago e Oca (1789 - 1947)
- Drago e Lupa (1789 - 1950)
- Selva e Torre (1790 - 1960)
- Torre e Leocorno (1793 - 1960)
- Civetta e Leocorno (1794 - 1960)
- Drago e Selva (1824 - 1979)
- Oca e Lupa (1887 - 1972)

- Nicchio e Valdimontone (1905 - 1952)
- Bruco e Chiocciola (1905 - 2002)
- Onda e Torre (1909 - 1930)
- Aquila e Oca (1911 - 1921)
- Oca e Tartuca (1933 - 1975)
- Istrice e Lupa (fino al 1934)
- Bruco e Leocorno (1937 - 1995)

### Le rivalità

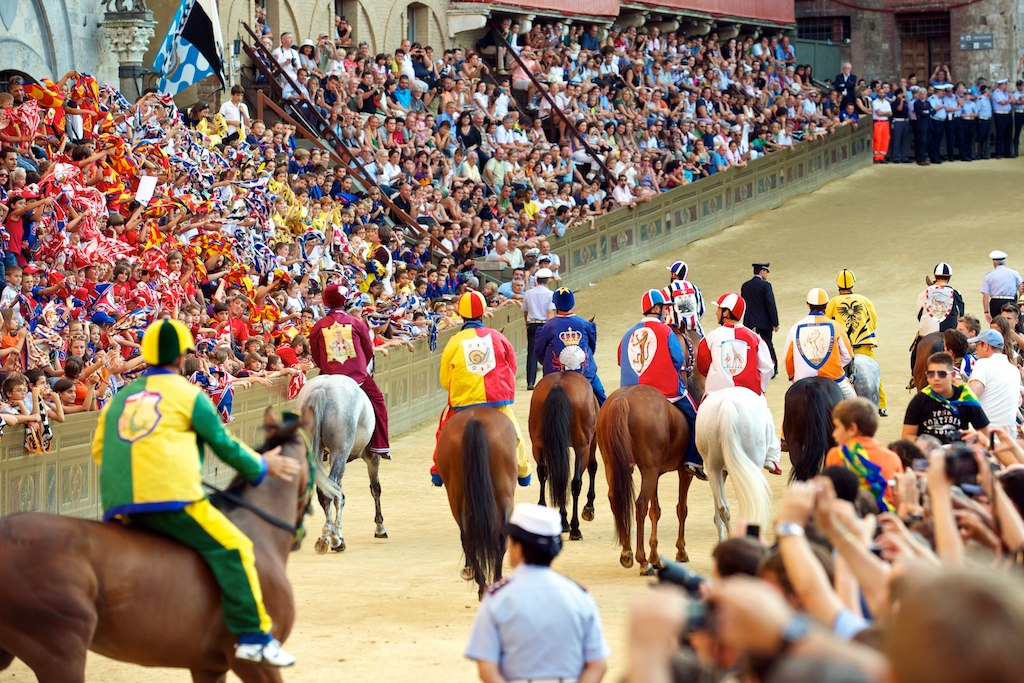
L'ingresso dei cavalli in Piazza del Campo

Di seguito i rapporti di rivalità vigenti fra le Contrade di Siena:
- Aquila e Pantera
- Chiocciola e Tartuca
- Civetta e Leocorno
- Istrice e Lupa
- Nicchio e Valdimontone
- Oca e Torre
- Onda e Torre. Si tratta di un rapporto di rivalità unilaterale: l'Onda riconosce come rivale la Torre, ma quest'ultima non riconosce l'Onda come nemica[40][41].

Si sono invece estinte le seguenti rivalità:
- Pantera e Selva (1805 - 1904)
- Nicchio e Torre (1882 - 1934)
- Bruco e Nicchio (1882 - 1934)
- Nicchio e Oca (1934 - 1984)
- Bruco e Giraffa (1945 - 1996)

## Il Drappellone
Il Drappellone o Palio, chiamato dai senesi il "cencio", rappresenta il trofeo da consegnare alla Contrada vincitrice del Palio di Siena.

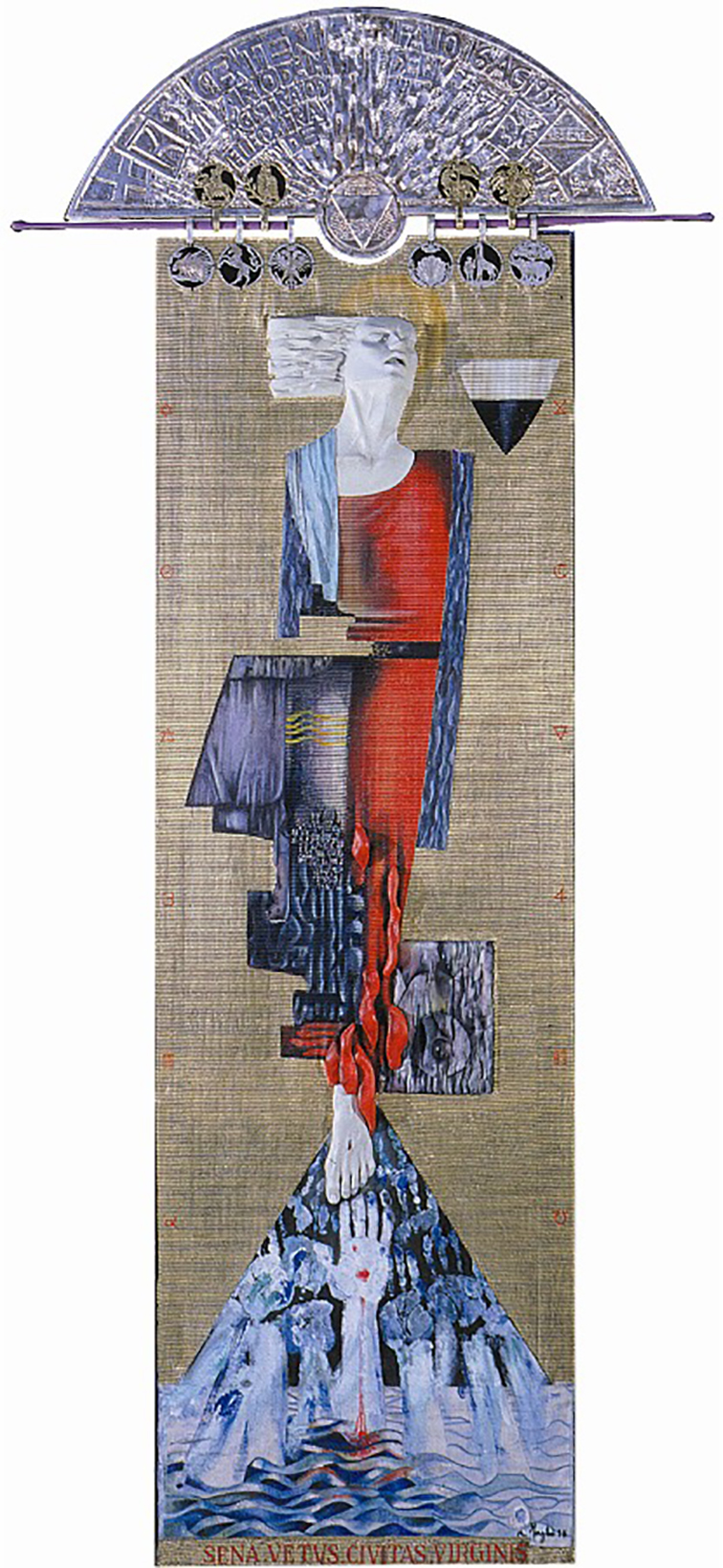
Il drappellone del 16 agosto 1995, realizzato da Alberto Inglesi e vinto dalla Contrada del Leocorno.

## Il Palio è tutto l'anno

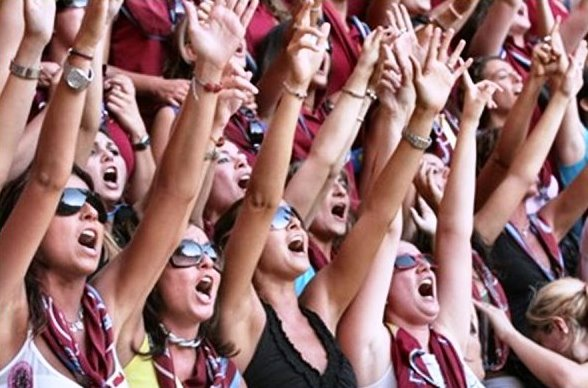
Una tipica immagine dei quattro giorni di festa: gruppi di contradaiole della Torre sui palchi che cantano.

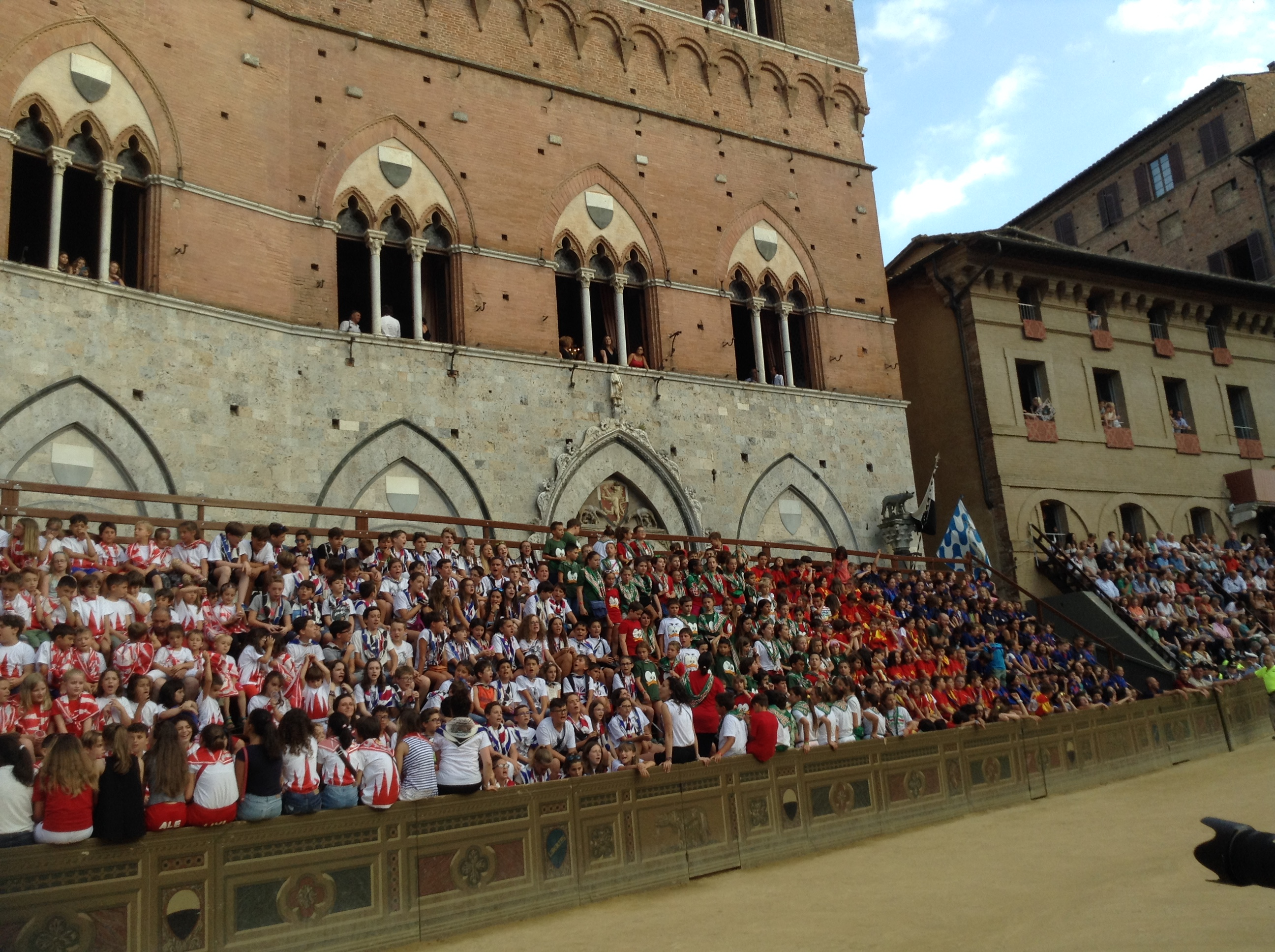
Bambini contradaioli sui palchi durante la prova generale del Palio del 2 luglio 2016

Nonostante siano numerose le attività che si svolgono all'interno di ogni Contrada, l'organizzazione del Palio resta la principale, in quanto quest'ultimo non consiste semplicemente in due corse annuali: ogni volta la "festa" vera e propria si snoda in quattro giorni ricchi di vari appuntamenti, la cui preparazione dura tutto l'anno.
Le dirigenze, sin dall'inverno, curano le strategie tenendo i contatti con i fantini e i proprietari di cavalli. Questi ultimi preparano i soggetti che correranno in Piazza del Campo sia facendo correr loro altri palii minori (la cosiddetta provincia), sia portandoli alle corse di addestramento organizzate dal Comune in primavera.
Ci si avvicina al clima paliesco a fine maggio, con l'estrazione a sorte delle tre contrade che affiancheranno le sette che corrono di diritto; tale estrazione avviene l'ultima domenica di maggio per il Palio di luglio, e la prima domenica successiva al Palio di luglio, per la corsa di agosto. Con il quadro delle contrade delineato per intero si può iniziare a parlare davvero delle "monte" (ossia la scelta del fantino da parte della contrada), nonostante l'incognita del barbero che toccherà in sorte.

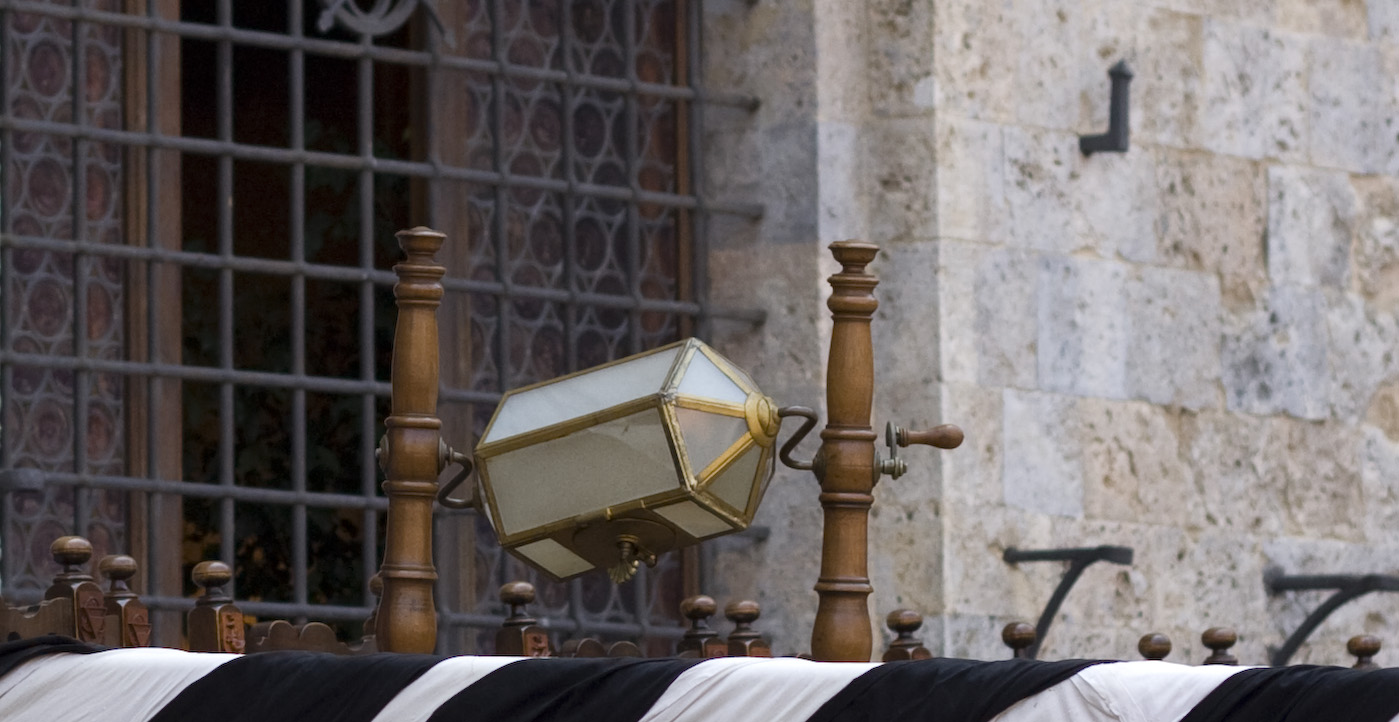
L'urna contenente i nomi delle Contrade da abbinare ai cavalli

Circa una settimana prima del Palio viene presentato il drappellone che il Comune ha commissionato a un artista locale (nel caso del Palio di luglio) o di fama internazionale (nel caso del Palio di agosto o di uno straordinario). Sempre in queste ore avvengono le visite preliminari dei cavalli che si intende presentare alla tratta.
Nel primo dei quattro giorni di festa (29 giugno o 13 agosto) si tiene la "tratta", ossia l'estrazione a sorte e successivo abbinamento dei cavalli alle contrade in gara. Tale operazione avviene in Piazza del Campo, e vi partecipano il sindaco di Siena, i dieci capitani delle contrade che prendono parte alla corsa, i tre "Deputati della Festa", oltre a un segretario e a due paggetti. Vengono predisposte due urne: nella prima vengono inserite dieci ghiandine contenenti proprio i numeri dall'1 al 10 (che corrispondono ai dieci cavalli partecipanti); nella seconda, quelle con i nomi delle dieci contrade. I due paggetti vengono incaricati di estrarre una ghiandina alla volta per ogni urna: è il sindaco a leggere ad alta voce i nomi estratti e l'abbinamento ai cavalli.

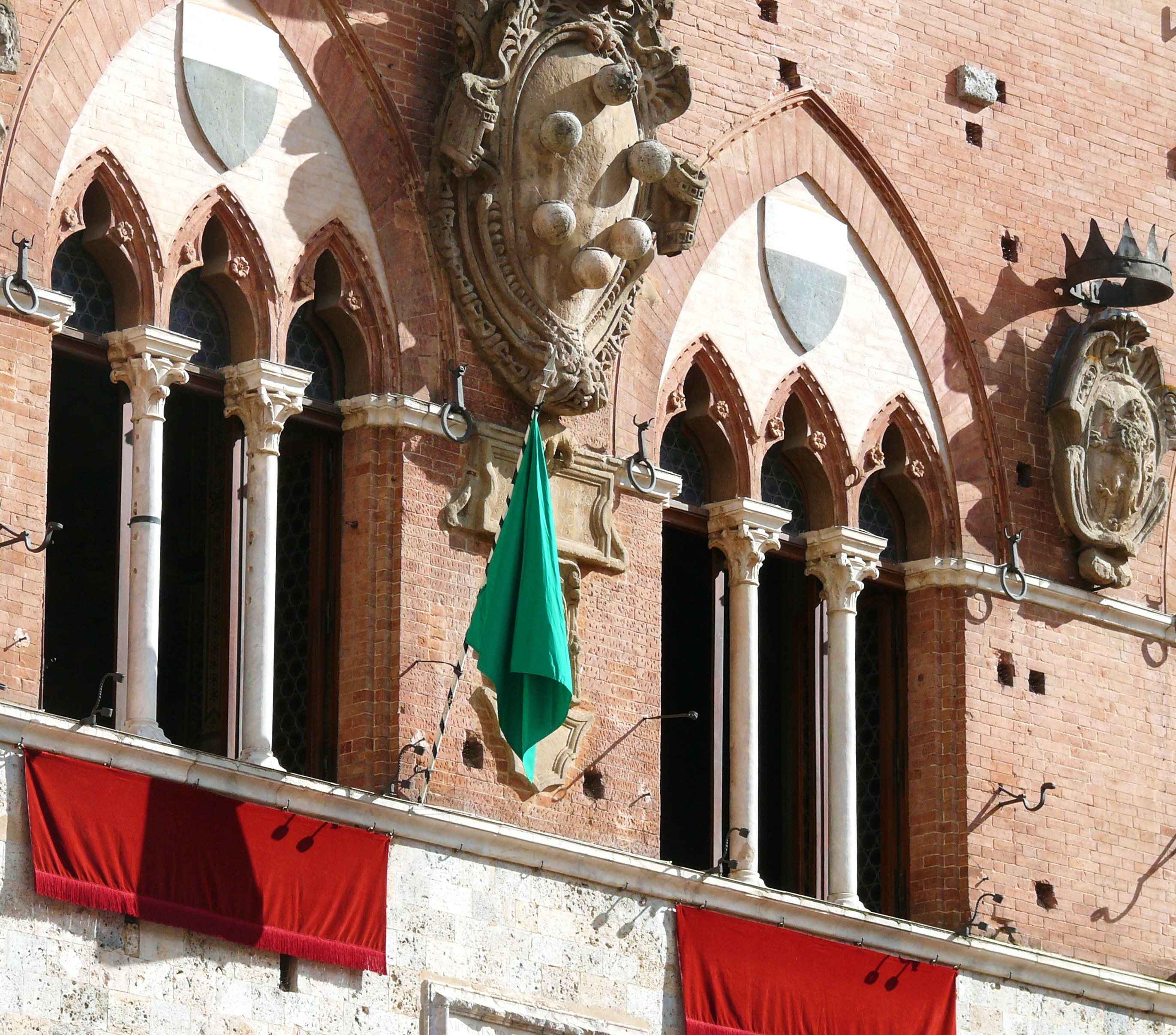
La bandiera verde esposta alla finestra del Palazzo Pubblico indica la decisione che la corsa del Palio è rimandata (16 agosto 2015)

Sull'anello di pietra serena intorno alla Piazza, ricoperto da uno strato di terra composto da una miscela di tufo, argilla e sabbia, si corrono in tutto sei prove, durante le quali i fantini hanno la possibilità di conoscere meglio il comportamento del cavallo che monteranno e di farlo abituare alla Piazza, ai suoi rumori e ai ritmi propri della corsa. Anche le prove vengono seguite da numerosi contradaioli e turisti, anche sui palchi montati all'esterno della pista.
Tra gli appuntamenti che segnano l'avvicinarsi della "carriera" vi sono la cena della prova generale, la cosiddetta "messa del fantino" e la benedizione di cavallo e del fantino stesso.

## Il Palio straordinario

Rubacuori vinse il Palio straordinario del 20 agosto 1945

Il Palio straordinario è legato a eventi o ricorrenze particolarmente rilevanti, e non per forza legati al territorio senese. È il caso del Palio straordinario del 20 ottobre 2018, indetto in occasione del Centenario della prima guerra mondiale. Nel XXI secolo il primo "straordinario" è invece coinciso con l'avvento del nuovo millennio: è stato disputato il 9 settembre 2000 ed è stato vinto dalla Selva, grazie al fantino Giuseppe Pes detto Il Pesse sul cavallo Urban II.
L'attesa dall'ultimo "straordinario" è stata pertanto di ben 18 anni, e prima ancora di 14 (essendosi disputato uno "straordinario" il 13 settembre 1986 per celebrare il secondo Centenario dell'abolizione della Balìa e della Biccherna): attese particolarmente lunghe rispetto alla media degli ultimi due secoli: nel Novecento si è atteso più di quattordici anni solo dal 1928 al 1945, complice l'interruzione bellica.

Ganascia vinse il Palio straordinario del 1950

Nelle primissime occasioni, il terzo Palio era un modo per onorare illustri ospiti di passaggio o in visita a Siena. Fanno da esempio il Palio straordinario del 7 giugno 1676, corso in occasione della visita a Siena della consorte del Principe Don Agostino Chigi, o anche quello del 15 giugno 1673 (comunque non considerato ufficiale), organizzato in occasione della visita a Siena del cardinale Flavio Chigi. Addirittura bastava la richiesta del Gran Duca di turno per correre un altro Palio, magari a ridosso di quello ordinario.
A partire dalla seconda metà dell'Ottocento iniziarono a essere indetti Palii straordinari per la celebrazione di particolari avvenimenti, o visite illustri: fu il caso del settimo congresso della Società delle Scienze (25 settembre 1913), o l'inaugurazione di importanti monumenti cittadini (come per l'inaugurazione del monumento ai caduti nella Battaglia di Curtatone e Montanara, il 29 maggio 1893). Sempre nell'Ottocento si sviluppò l'abitudine della formula del "Palio alla romana", con le contrade divise in batterie, le cui vincitrici disputano una finale a tre. Nel 1896 addirittura si corsero quattro Palii: i due ordinari più due straordinari. Il primo si corse il 16 agosto, ma è considerato straordinario perché richiesto dai cittadini in seguito allo spostamento di quello ordinario al 25 agosto a causa del passaggio da Siena dell'VIII Corpo d'Armata; il secondo il 23 settembre, per l'inaugurazione del monumento a Giuseppe Garibaldi.
Le novità dei primi del Novecento sono il Palio "a sorpresa" e quello "a sorteggio". Quello "a sorteggio" nasce dalla proposta di associazioni di cittadini, e bissa il Palio dell'Assunta, abbinando per sorteggio cavalli e fantini alle contrade. Dopo un inizio di secolo con sei straordinari in soli diciassette anni, dal 1928 al 1945 si ha una pausa molto lunga. Il terzo Palio torna nel 1945, a furor di popolo, per festeggiare la fine della seconda guerra mondiale: il cosiddetto "Palio della Pace" (che però ebbe un esito turbolento a causa di tafferugli al termine dello stesso), vinto da Gioacchino Calabrò detto Rubacuori su Folco, per il Drago.
Negli anni successivi nasce l'abitudine di correre in occasioni di centenari di particolare importanza. È il caso del 28 maggio 1950, per il V Centenario della canonizzazione di San Bernardino da Siena, oppure il 5 giugno 1961 per il Centenario dell'Unità d'Italia.
A seguito della modifica del Regolamento del Palio avvenuta nel giugno 2019, si può richiedere al sindaco l'indizione di un Palio straordinario entro il 31 marzo di ogni anno, con la possibilità di derogare al termine "solo in caso di eventi straordinari ed eccezionali che siano accaduti dopo tale data".
Di seguito l'elenco dei palii straordinari riconosciuti dal comune di Siena:
| Anno                                         | Contrada     | Fantino                                  | Cavallo                           | Dedica                                                                                         |
| -------------------------------------------- | ------------ | ---------------------------------------- | --------------------------------- | ---------------------------------------------------------------------------------------------- |
| 6 novembre 1650                              | Drago        | Simone Pulcinelli detto Mone             | ?                                 | In onore del Granduca Ferdinando II de' Medici.                                                |
| 27 aprile 1655                               | Giraffa      | Detto Bacchino                           | ?                                 | Per l'elezione di Papa Alessandro VII, senese di nascita.                                      |
| 7 giugno 1676                                | Onda         | Detto Bacchino                           | Barberino                         | In onore della consorte del Principe Don Agostino Chigi.                                       |
| 8 giugno 1680                                | Nicchio      | Simone Destrieri detto Granchio          | ?                                 | In onore del Granduca di Toscana Cosimo III dei Medici e la sua consorte.                      |
| 28 giugno 1682                               | Drago        | Pavolo Roncucci detto Pavolino           | ?                                 | In onore del governatore di Siena Francesco Maria de' Medici.                                  |
| 6 giugno 1683                                | Bruco        | Detto Monco                              | ?                                 | In onore del governatore di Siena Francesco Maria de' Medici e di sua madre.                   |
| 17 settembre 1683                            | Nicchio      | Simone Destrieri detto Granchio          | ?                                 | In onore della Natività della Vergine.                                                         |
| 9 settembre 1685                             | Selva        | Pavolo Roncucci detto Pavolino           | ?                                 | Per festeggiare la sconfitta turca a Vienna.                                                   |
| Palii straordinari corsi nel XVII secolo: 9  |              |                                          |                                   |                                                                                                |
| 3 luglio 1712                                | Chiocciola   | Giuseppe Maria Bartaletti detto Strega   | Baio di Siena                     | Elezione a Cardinale di Giovanni Battista Tolomei.                                             |
| 2 luglio 1717                                | Torre        | Giuseppe Maria Bartaletti detto Strega   | Gioia                             | Venuta a Siena della nuova Governatrice Principessa Violante Beatrice di Baviera.              |
| 1º maggio 1722                               | Tartuca      | Giuseppe Maria Bartaletti detto Strega   | Belladonna                        | Principi di Baviera Carlo Alberto e Ferdinando Maria, e Giovanni Teodoro vescovo di Ratisbona. |
| 2 aprile 1739                                | Bruco        | Antonio Crognolini detto Pettinaio       | Leardo                            | Visita del Granduca di Toscana Francesco di Lorena.                                            |
| 4 ottobre 1745                               | Pantera      | Tommaso Masini detto Musino              | Baio scuro della Scala            | Elezione al trono imperiale di Francesco di Lorena.                                            |
| 14 maggio 1767                               | Torre        | Mattia Mancini detto Bastiancino         | Castagno del Ricci                | Venuta di Pietro Leopoldo e di Maria Luisa, infanta di Spagna, Granduchi di Toscana.           |
| 17 aprile 1791                               | Valdimontone | Luigi Sucini detto Nacche                | Baio bruciato del Dei             | Venuta del Granduca Ferdinando III e di Ferdinando IV Re di Napoli con le proprie consorti.    |
| Palii straordinari corsi nel XVIII secolo: 7 |              |                                          |                                   |                                                                                                |
| 20 agosto 1804                               | Tartuca      | Giuseppe Menghetti detto Giuseppetto     | Sauro balzano del Ricci           | Per desiderio della Regina d'Etruria Maria Luisa Giuseppa.                                     |
| 14 maggio 1809                               | Torre        | Tommaso Felloni detto Biggeri            | Baio scuro del Manetti            | Arrivo della Granduchessa Elisa Bonaparte Baciocchi, Regina d'Etruria.                         |
| 19 agosto 1818                               | Istrice      | Francesco Morelli detto Ferrino Maggiore | Castagno balzano del Falconi      | Per volontà del Granduca Ferdinando III.                                                       |
| 30 marzo 1819                                | Civetta      | Niccolò Chiarini detto Caino             | Morello del Chiarini              | Passaggio dell'Imperatore Francesco I d'Austria.                                               |
| 18 agosto 1839                               | Pantera      | Palio con cavalli scossi                 | Cavallo del Bianchi (scosso)      | Primo Palio straordinario con cavalli scossi.                                                  |
| 18 agosto 1841                               | Nicchio      | Pietro Betti detto Betto                 | Morello maltinto del Barbetti     | Per rendere più numerose le feste.                                                             |
| 18 agosto 1842                               | Istrice      | Giuseppe Marraghini detto Saltatore      | Tosato                            | Per rendere più numerose le feste.                                                             |
| 27 aprile 1860                               | Onda         | Giuseppe Buoni detto Figlio di Bonino    | Morello stellino del Bandini      | Vittorio Emanuele II Re d'Italia.                                                              |
| 28 settembre 1862                            | Onda         | Mario Bernini detto Bachicche            | Morello del Franci                | X congresso delle scienze e per gli scienziati convenuti a Siena.                              |
| 17 agosto 1875                               | Nicchio      | Angelo Romualdi detto Girocche           | Storno del Pisani                 | Palio straordinario corso alla Romana.                                                         |
| 17 agosto 1876                               | Lupa         | Antonio Salmoria detto Leggerino         | Storno del Pisani                 | Palio straordinario corso alla Romana.                                                         |
| 17 agosto 1884                               | Valdimontone | Palio con cavalli scossi                 | Farfallina (scosso)               | Palio straordinario con cavalli scossi.                                                        |
| 17 agosto 1887                               | Aquila       | Palio con cavalli scossi                 | Gigia (scosso)                    | Palio straordinario con cavalli scossi.                                                        |
| 18 agosto 1889                               | Drago        | Palio con cavalli scossi                 | Baio zaino del Marchetti (scosso) | Palio straordinario con cavalli scossi.                                                        |
| 17 agosto 1890                               | Oca          | Lorenzo Franci detto Pirrino             | Carbonello                        | Palio straordinario corso alla Romana.                                                         |
| 17 agosto 1891                               | Oca          | Francesco Ceppatelli detto Tabarre       | Farfallina                        | Palio straordinario corso alla Romana.                                                         |
| 29 maggio 1893                               | Onda         | Ulisse Betti detto Bozzetto              | Baia marrone del Ramalli          | Inaugurazione del monumento agli universitari Senesi e Pisani morti a Curtatone e Montanara.   |
| 19 agosto 1894                               | Bruco        | Emilio Lazzeri detto Fiammifero          | Belfortina                        | Per solennizzare i restauri alla basilica di San Francesco.                                    |
| 16 agosto 1896                               | Bruco        | Emilio Lazzeri detto Fiammifero          | Baia stella in fronte del Vallesi | Effettuato su insistenza della cittadinanza.                                                   |
| 23 settembre 1896                            | Istrice      | Celso Cianchi detto Montieri             | Febo                              | Inaugurazione del monumento a Giuseppe Garibaldi alla Lizza.                                   |
| Palii straordinari corsi nel XIX secolo: 20  |              |                                          |                                   |                                                                                                |
| 28 settembre 1902                            | Valdimontone | Angelo Meloni detto Picino               | Saura con fiore in fronte         | In occasione del XIII Congresso della Società Dante Alighieri.                                 |
| 17 aprile 1904                               | Leocorno     | Angelo Meloni detto Picino               | Primetta                          | Visita del Re Vittorio Emanuele III in occasione della Mostra dell'Antica Arte Senese.         |
| 18 agosto 1907                               | Lupa         | Palio con cavalli scossi                 | Gobba (scosso)                    | Palio straordinario con cavalli scossi.                                                        |
| 17 agosto 1909                               | Oca          | Alduino Emidi detto Zaraballe            | Farfalla                          | In onore dei duchi di Pistoia e Bergamo.                                                       |
| 13 settembre 1910                            | Torre        | Domenico Leoni detto Moro                | Gobba                             | In onore dei giornalisti francesi convenuti a Siena.                                           |
| 25 settembre 1913                            | Giraffa      | Giulio Cerpi detto Testina               | Sauro Balzano del Socini          | In occasione del VII Congresso della Società Italiana per il Progresso delle Scienze.          |
| 17 agosto 1919                               | Oca          | Giulio Cerpi detto Testina               | Scodata                           | In onore dei duchi di Pistoia e Bergamo.                                                       |
| 14 settembre 1928                            | Onda         | Romolo Maggi detto Sgonfio               | Giacca                            | In occasione del VI festival internazionale di musica moderna.                                 |
| 20 agosto 1945                               | Drago        | Gioacchino Calabrò detto Rubacuori       | Folco                             | Alla pace.                                                                                     |
| 18 maggio 1947                               | Civetta      | Primo Arzilli detto Il Biondo            | Brillante                         | Per il VI centenario della nascita di Santa Caterina da Siena.                                 |
| 28 maggio 1950                               | Valdimontone | Fernando Leoni detto Ganascia            | Gaia (scosso)                     | Per il V centenario della canonizzazione di San Bernardino da Siena.                           |
| 5 settembre 1954                             | Leocorno     | Giorgio Terni detto Vittorino            | Gaudenzia                         | Per l'anno Mariano indetto da Papa Pio XII.                                                    |
| 4 settembre 1960                             | Civetta      | Giuseppe Gentili detto Ciancone          | Uberta de Mores                   | Per il VII centenario della battaglia di Montaperti.                                           |
| 5 giugno 1961                                | Nicchio      | Giorgio Terni detto Vittorino            | Uberta de Mores                   | Per il centenario dell'unità d'Italia.                                                         |
| 24 settembre 1967                            | Giraffa      | Rosario Pecoraro detto Tristezza         | Ettore                            | Per il 49º congresso della società italiana per il progresso delle scienze.                    |
| 21 settembre 1969                            | Oca          | Andrea Degortes detto Aceto              | Dragone                           | Per la conquista della Luna.                                                                   |
| 17 settembre 1972                            | Istrice      | Andrea Degortes detto Aceto              | Mirabella                         | Per il 500º anniversario della fondazione del Monte dei Paschi.                                |
| 7 settembre 1980                             | Selva        | Silvano Vigni detto Bastiano             | Panezio                           | Per il VI centenario della morte di Santa Caterina da Siena.                                   |
| 13 settembre 1986                            | Valdimontone | Giuseppe Michele Pes detto Il Pesse      | Brandano                          | Per il II centenario dell'istituzione della Comunità Civica di Siena.                          |
| 9 settembre 2000                             | Selva        | Giuseppe Michele Pes detto Il Pesse      | Urban II                          | Per il nuovo millennio.                                                                        |
| Palii straordinari corsi nel XX secolo: 20   |              |                                          |                                   |                                                                                                |
| 20 ottobre 2018                              | Tartuca      | Andrea Coghe detto Tempesta              | Remorex (scosso)                  | Per il I Centenario della prima guerra mondiale.                                               |
| Palii straordinari corsi nel XXI secolo: 1   |              |                                          |                                   |                                                                                                |

## Giustizia paliesca

Ansanello subì 2 anni di squalifica nel 1896

Secondo quanto stabilito dall'art. 97 del Palio di Siena, nella giustizia paliesca esistono tre livelli sanzionatori per le Contrade. In ordine di gravità crescente sono comminate: censure, deplorazioni e squalifiche. Una deplorazione scatta dopo aver ricevuto quattro censure; una squalifica scatta dopo tre deplorazioni.
La censura rimane valida per i 5 Palii seguenti a quello per cui essa viene comminata; la deplorazione vige invece per 9 Palii. Quando una contrada subisce una squalifica (viene cioè esclusa dal disputare uno o più Palii), essa può scontarla a partire dal Palio a cui dovrebbe partecipare: se cioè viene estratta a sorte, oppure se deve corrervi di diritto. Se la contrada squalificata è estratta per correre, viene automaticamente esclusa e al suo posto è estratta un'altra Contrada. Il periodo massimo di squalifica è di dieci anni.
La giurisdizione è di competenza dell'Amministrazione Comunale. L'iter, regolato dall'art. 98, prevede che l'assessore delegato notifichi alle Contrade la Relazione stilata dai Deputati della Festa, contenente le richieste di squalifica e le motivazioni. Entro il termine massimo di dieci giorni le Contrade hanno la facoltà di presentare memorie difensive (dette "discolpe"); la Giunta Comunale, esaminate le motivazioni dei Deputati della Festa e la difesa delle Contrade, delibera sulle squalifiche entro il 30 novembre di ogni anno, in modo inappellabile. Tutte le punizioni per le Contrade vengono comunicate al Magistrato delle Contrade.
Le sanzioni previste per i fantini sono due: l'ammonizione e la squalifica per uno o più Palii, anche a tempo indeterminato. Il procedimento è analogo a quello previsto per le Contrade: dopo la Relazione dei Deputati della Festa, il fantino ha dieci giorni di tempo per presentare proprie memorie difensive. Entro il 30 novembre la Giunta Comunale adotta la propria delibera, contro la quale non è previsto ricorso. Anche le squalifiche ai fantini vengono comunicate al Magistrato delle Contrade.

### Storia

Bucefalo ha dovuto scontare 20 Palii di squalifica

La prima squalifica a una Contrada nella storia del Palio di Siena è datata 20 agosto 1945: venne irrogata alla Tartuca e al Bruco, in seguito al Palio straordinario dedicato alla fine della seconda guerra mondiale (detto il "Palio della Pace", nonostante sia stato uno dei Palii più violenti di sempre). La Tartuca venne squalificata perché decise di ritirarsi dopo due mosse annullate, che l'avevano vista scattare nettamente in testa; il Bruco in seguito al comportamento dei contradaioli al termine del Palio: i bucaioli infatti strapparono il drappellone dopo la vittoria ai propri danni subita dal Drago. La sanzione, che prevedeva una squalifica per tutto l'anno 1947, venne tuttavia annullata tra aspre polemiche il 24 aprile 1946.
Bisogna arrivare all'agosto 1966 per la prima effettiva squalifica a una Contrada: ne subirono le conseguenze il Valdimontone, squalificato per un Palio dopo alcuni incidenti provocati dai contradaioli nel corso della terza prova, e la Torre, squalificata per due Palii perché riconosciuta responsabile di invasione di pista. Non vi furono squalifiche fino al 1973 (un Palio per l'Istrice), ma a partire dal 1979 la frequenza divenne quasi di almeno una sanzione l'anno fino al 2002 (fanno eccezione il triennio 1984-1987 e il 1998, periodi senza alcun provvedimento). La squalifica più pesante mai inflitta a una Contrada è stata comminata all'Istrice dopo il Palio del 16 agosto 2002: la Contrada di Camollia venne sospesa per 4 Palii, scontati poi dall'agosto 2003 al luglio 2005. Il motivo è legato al pestaggio, al termine della corsa, ai danni del fantino della Lupa Giuseppe Pes detto il Pesse, accusato di non aver rispettato alcuni accordi presi in precedenza. Sei degli aggressori vennero anche arrestati.

Nel 1877 la squalifica toccò a un fantino: Angelo Romualdi detto Girocche venne sospeso per due anni perché, secondo la relazione dell'epoca: 

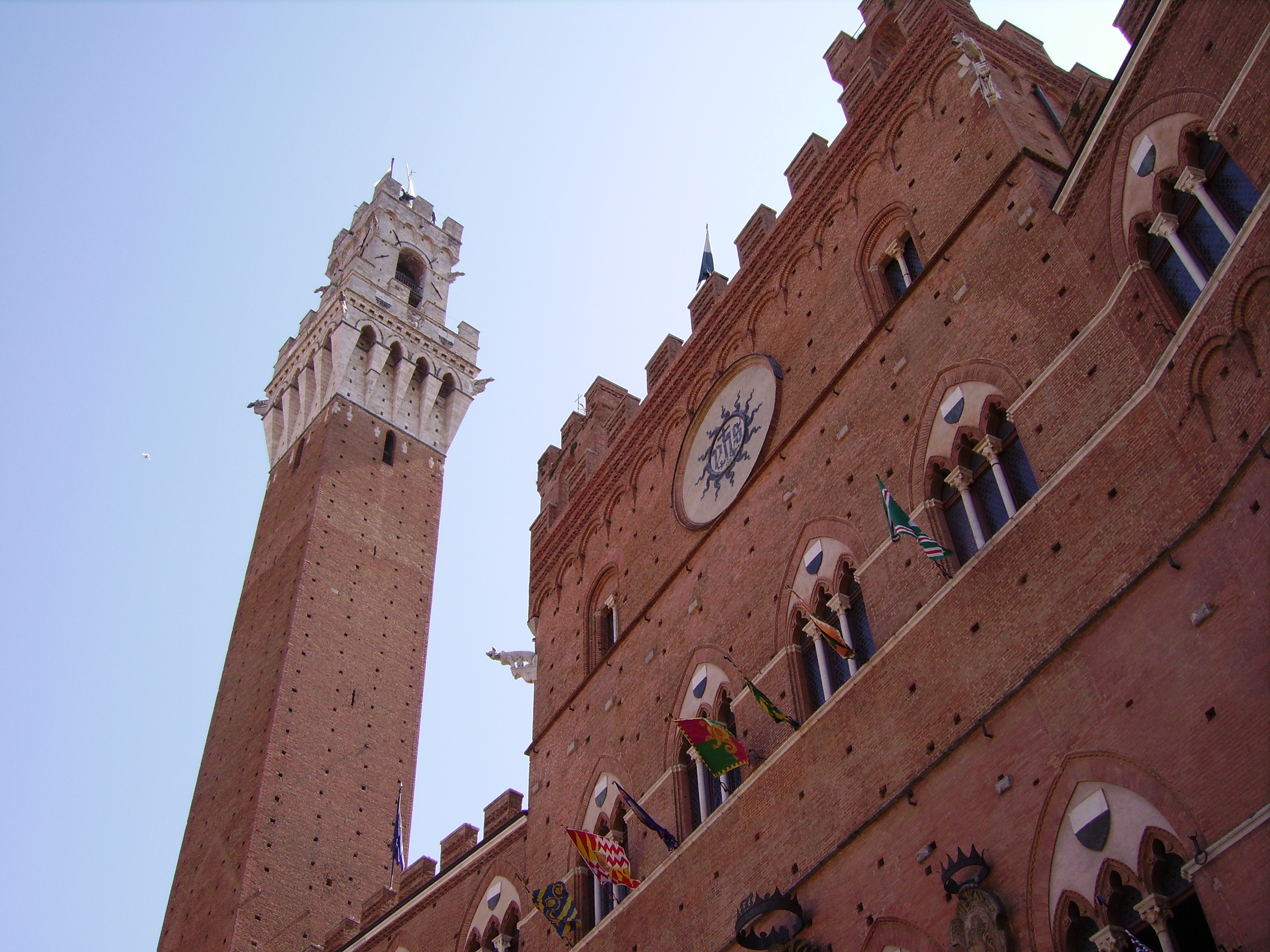
Palazzo Pubblico, sede del Comune: è l'amministrazione ad avere giurisdizione sulle squalifiche

Nel 1896 Ansano Giovannelli detto Ansanello subì anch'egli 2 anni di squalifica per non aver corso i tre giri previsti dal regolamento. Il fantino si rese infatti protagonista di un celebre tradimento ai danni della propria Contrada (la Torre): alla terza curva del Casato si fermò improvvisamente, fece passare la rivale Oca, scese da cavallo e si consegnò ai Carabinieri.
Il primo fantino squalificato a vita fu Angelo Innocenti, che al debutto in Piazza il 2 luglio 1877 subì questa pesante squalifica. Nonostante l'annullamento della mossa, il fantino continuò da solo i tre giri di piazza; gli ocaioli reclamarono il Palio, che fu invece annullato e non assegnato, anche a causa dei tumulti che seguirono. Stessa sorte toccò a Ermanno Menichetti detto Popo, sospeso nel luglio 1908 per aver tentato di impedire il passaggio alla terza curva di San Martino del fantino dell'Oca (che comunque non vinse). Analoga squalifica ci fu per Guido Duchi detto Martellino nel 1909 (ostacolò il fantino della Civetta) e a Edoardo Furi detto Randellone nel 1928 (prese le redini del cavallo di un'altra Contrada durante la mossa).
Dal dopoguerra sono molti i fantini squalificati, principalmente per irregolarità e disordini creati durante la mossa. La sanzione più pesante è stata inflitta a Franco Casu detto Spirito e a Maurizio Farnetani detto Bucefalo; i due subirono 20 Palii di squalifica, rispettivamente nell'agosto 1996 e 1997. Il primo, al momento della partenza del Palio, trattenne Massimo Coghe detto Massimino dal giubbetto, impedendogli di fatto di correre; il secondo ostacolò Luigi Bruschelli detto Trecciolino.

## Statistiche

### Vincitori delle ultime carriere
- 16 agosto 2025:  Valdimontone (Giuseppe Zedde detto Gingillo su Anda e Bola)
- 02 luglio 2025[71]:  Oca (Giovanni Atzeni detto Tittia su Diodoro)
- 16 agosto 2024[72]:  Lupa (Dino Pes detto Velluto su Benitos)
- 02 luglio 2024[73]:  Onda (Carlo Sanna detto Brigante su Tabacco)

### Vittorie per Contrada
Di seguito la tabella con il riepilogo delle vittorie, suddivise per secoli; sono indicate le vittorie ufficiali per il Comune.
| Contrada     | Vittorie totali | XVII secolo | XVIII secolo | XIX secolo | XX secolo | XXI secolo |
| ------------ | --------------- | ----------- | ------------ | ---------- | --------- | ---------- |
| Aquila       | 24              | 0           | 7            | 6          | 11        | 0          |
| Bruco        | 37              | 6           | 7            | 16         | 5         | 3          |
| Chiocciola   | 51              | 4           | 19           | 14         | 14        | 0          |
| Civetta      | 34              | 2           | 7            | 15         | 8         | 2          |
| Drago        | 39              | 2           | 8            | 10         | 15        | 4          |
| Giraffa      | 36              | 3           | 5            | 9          | 15        | 4          |
| Istrice      | 41              | 4           | 11           | 14         | 10        | 2          |
| Leocorno     | 30              | 2           | 3            | 11         | 11        | 3          |
| Lupa         | 38              | 1           | 11           | 11         | 11        | 4          |
| Nicchio      | 42              | 5           | 10           | 12         | 15        | 0          |
| Oca          | 67              | 8           | 14           | 20         | 20        | 5          |
| Onda         | 41,5            | 3           | 9,5          | 14         | 11        | 4          |
| Pantera      | 26              | 3           | 6            | 7          | 9         | 1          |
| Selva        | 40              | 2           | 11           | 6          | 15        | 6          |
| Tartuca      | 48,5            | 4           | 11,5         | 16         | 12        | 5          |
| Torre        | 45              | 6           | 12           | 20         | 5         | 2          |
| Valdimontone | 45              | 2           | 16           | 10         | 15        | 2          |
| Totali       | 683             | 57          | 168          | 211        | 202       | 47         |

### Anni di ritardo dall'ultima vittoria
| Contrada       | Ultima vittoria | Ritardo             |
| -------------- | --------------- | ------------------- |
| Aquila (nonna) | 3 luglio 1992   | 33 anni e 45 giorni |
| Nicchio        | 16 agosto 1998  | 27 anni e 1 giorno  |
| Chiocciola     | 16 agosto 1999  | 26 anni e 1 giorno  |
| Pantera        | 2 luglio 2006   | 19 anni e 46 giorni |
| Istrice        | 2 luglio 2008   | 17 anni e 46 giorni |
| Bruco          | 16 agosto 2008  | 17 anni e 1 giorno  |
| Civetta        | 16 agosto 2014  | 11 anni e 1 giorno  |
| Torre          | 2 luglio 2015   | 10 anni e 46 giorni |
| Tartuca        | 20 ottobre 2018 | 6 anni e 301 giorni |
| Giraffa        | 2 luglio 2019   | 6 anni e 46 giorni  |
| Drago          | 2 luglio 2022   | 3 anni e 46 giorni  |
| Leocorno       | 17 agosto 2022  | 3 anni e 0 giorni   |
| Selva          | 2 luglio 2023   | 2 anni e 46 giorni  |
| Onda           | 4 luglio 2024   | 1 anno e 44 giorni  |
| Lupa           | 17 agosto 2024  | 1 anno e 0 giorni   |
| Oca            | 3 luglio 2025   | 0 anni e 45 giorni  |
| Valdimontone   | 16 agosto 2025  | 0 anni e 1 giorno   |

### Le cuffie delle Contrade
La contrada che non vince il Palio da più tempo assume il titolo di "nonna" e su di essa grava la "cuffia". Quando la "nonna" torna alla vittoria, allora si utilizza il termine "scuffiare" per indicare il fatto di essersi tolta questo titolo indesiderato e di averlo passato a un'altra contrada. Nella storia del Palio di Siena solamente due contrade non hanno mai portato la "cuffia": l'Oca e la Tartuca.
Di seguito sono elencate tutte le "cuffie" della storia con la data del loro passaggio.
| Contrada     | Data di passaggio |
| ------------ | ----------------- |
| Nicchio      | 2 luglio 1719     |
| Pantera      | 2 luglio 1731     |
| Leocorno     | 16 agosto 1744    |
| Giraffa      | 18 agosto 1776    |
| Selva        | 3 luglio 1794     |
| Aquila       | 17 agosto 1794    |
| Lupa         | 2 luglio 1796     |
| Drago        | 16 agosto 1809    |
| Selva        | 2 luglio 1833     |
| Giraffa      | 2 luglio 1840     |
| Aquila       | 2 luglio 1852     |
| Drago        | 15 agosto 1871    |
| Valdimontone | 16 agosto 1874    |
| Leocorno     | 16 agosto 1875    |
| Giraffa      | 16 agosto 1883    |
| Onda         | 16 luglio 1887    |
| Pantera      | 3 luglio 1892     |
| Aquila       | 3 luglio 1904     |
| Chiocciola   | 16 agosto 1906    |
| Civetta      | 2 luglio 1911     |
| Torre        | 2 luglio 1934     |
| Selva        | 16 agosto 1939    |
| Bruco        | 16 agosto 1953    |
| Istrice      | 2 luglio 1955     |
| Drago        | 16 agosto 1956    |
| Pantera      | 16 agosto 1962    |
| Lupa         | 2 luglio 1963     |
| Leocorno     | 2 luglio 1973     |
| Bruco        | 17 agosto 1980    |
| Torre        | 16 agosto 1996    |
| Civetta      | 16 agosto 2005    |
| Lupa         | 16 agosto 2009    |
| Aquila       | 2 luglio 2016     |

### Fantini più vittoriosi

Aceto, 14 volte vincitore

Sono due i fantini che detengono il maggior numero di vittorie al Palio di Siena. Si tratta di Francesco Santini meglio noto come Gobbo Saragiolo e 
di Mattia Mancini detto Bastiancino: entrambi vinsero 15 volte. Bastiancino vinse in nove contrade differenti, tra il 1759 e il 1779; il Gobbo Saragiolo conquistò i propri successi dal 1823 al 1853.
Con 14 vittorie seguono tre fantini: Pavolo Roncucci detto Pavolino (cui le fonti storiche non sono tuttavia unanimi nell'attribuire tale numero di vittorie), Niccolò Chiarini detto Caino e Andrea Degortes detto Aceto; quest'ultimo è il primo tra i fantini dell'era moderna (Pavolino corse infatti nel Seicento, Caino nella prima metà dell'Ottocento). I fantini con 13 successi sono cinque: Isidoro Bianchini detto Dorino (che detiene il primato di 5 Palii vinti consecutivamente insieme con Giovanni Atzeni detto Tittia), Pietro Locchi detto Paolaccino, Mario Bernini detto Bachicche, Angelo Meloni detto Picino e Luigi Bruschelli detto Trecciolino.
Vi sono altri fantini con più di 10 vittorie. A Giuseppe Galardi detto Pelliccino e Simone Mastacchi detto Mone sono attribuite tuttavia un numero di vittorie molto incerto e discordante, poiché attivi in Piazza del Campo ben prima del 1692, anno in cui per la prima volta vennero redatti i verbali delle vittorie dai cancellieri di Biccherna; Francesco Ceppatelli detto Tabarre e Giovanni Atzeni sono stati 11 volte vincente; Tommaso Felloni detto Biggéri e Simone Mastacchi detto Mone hanno invece centrato 10 successi.
| Fantino                                 | Palii vinti |
| --------------------------------------- | ----------- |
| Francesco Santini detto Gobbo Saragiolo | 15          |
| Mattia Mancini detto Bastiancino        | 15          |
| Pavolo Roncucci detto Pavolino          | 14          |
| Niccolò Chiarini detto Caino            | 14          |
| Andrea Degortes detto Aceto             | 14          |
| Isidoro Bianchini detto Dorino          | 13          |
| Pietro Locchi detto Paolaccino          | 13          |
| Mario Bernini detto Bachicche           | 13          |
| Angelo Meloni detto Picino              | 13          |
| Luigi Bruschelli detto Trecciolino      | 13          |
| Giuseppe Galardi detto Pelliccino       | 13          |
| Francesco Ceppatelli detto Tabarre      | 11          |
| Giovanni Atzeni detto Tittia            | 11          |
| Simone Mastacchi detto Mone             | 10          |
| Tommaso Felloni detto Biggéri           | 10          |

## Controversie sulla sicurezza equina

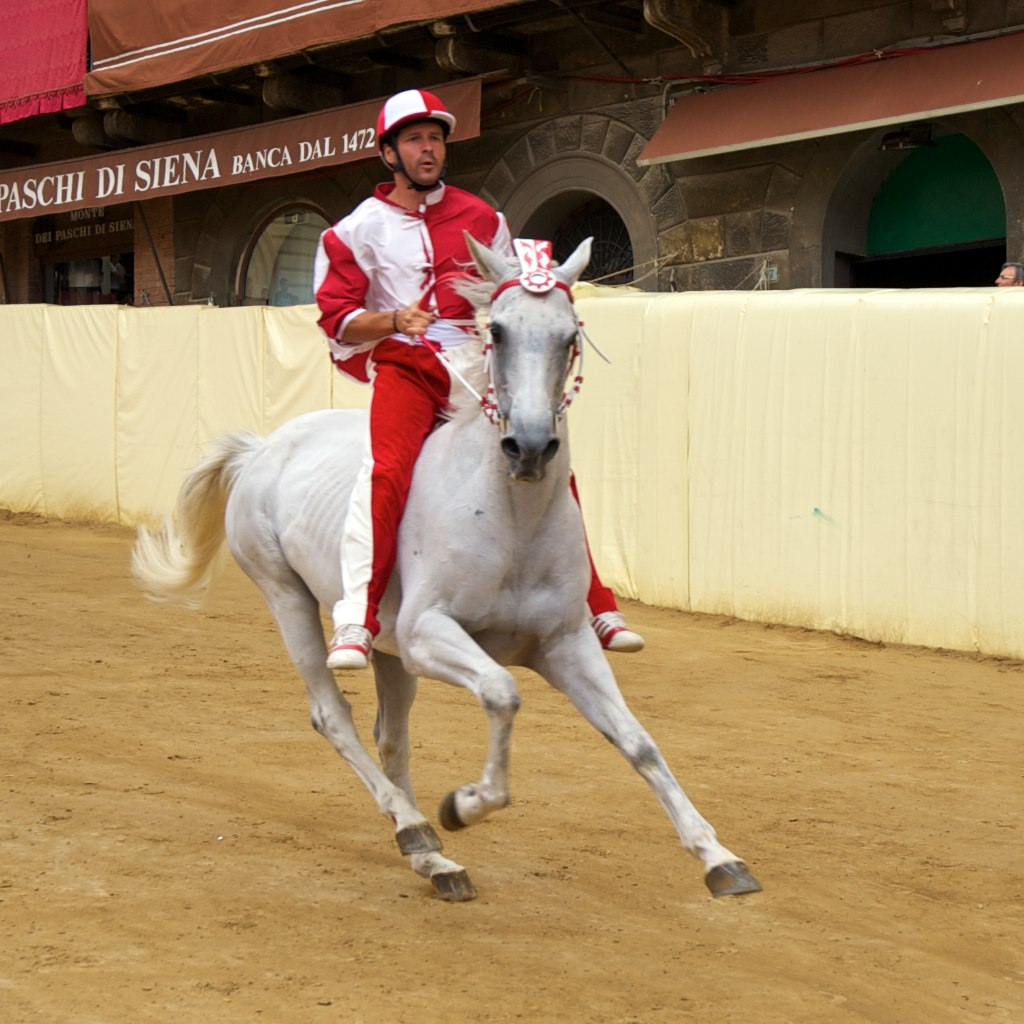
Brio e Fedora Saura, vincitori del Palio dell'Assunta 2011 per i colori della

Da diversi anni, il Palio è oggetto di alcune polemiche da parte delle associazioni animaliste. Tali proteste riguardano soprattutto gli incidenti di gara che provocano rovinose cadute e che, in alcuni casi, hanno portato alla morte del cavallo.
I calcoli sulla percentuale di incidenti causati dal Palio variano a seconda di chi li effettua. Secondo la Lega Anti Vivisezione, dal 1970 al 2007 sono morti complessivamente 48 cavalli, pari - secondo la LAV - alla media di un cavallo morto all'anno. Per contro, altri conteggi evidenziano che nella media delle corse disputate andrebbero considerati non solo i due Palii all'anno, ma anche le batterie di selezione dei cavalli e le corse di prova. Secondo quest'ultimo calcolo, i cavalli impiegati dal 1970 al 2004 sarebbero stati 1950, per un totale di 879 corse sul tufo di Piazza del Campo: la media di cavalli abbattuti sarebbe quindi del 2,05%.
Un altro dato da considerare è che molte norme che regolano la salvaguardia degli animali sono state sviluppate e attuate soltanto a partire dagli anni novanta. Negli ultimi decenni il Comune di Siena ha adottato una serie di misure per garantire la salvaguardia dei cavalli prima, durante e dopo la corsa. Tra i provvedimenti presi vi sono:
- una previsita sanitaria obbligatoria, tenuta da una commissione nominata dalla Giunta comunale e formata da due veterinari (tra cui quello comunale), secondo quanto stabilito dall'articolo 37 del Regolamento del Palio[86];
- analisi ematochimiche, introdotte nel maggio del 1999, al fine di ribadire e verificare quanto da sempre previsto dal Regolamento, ovvero il divieto di somministrazione di sostanze ad attività stimolanti e depressanti e anestetici locali, come stabilito dall'articolo 57 del Regolamento[29];
- approvazione nel 1999 del "Protocollo per l'erogazione di incentivi per il mantenimento dei cavalli da Palio" e istituzione dell'Albo dei cavalli continuamente e appositamente addestrati per correre sul Campo[85]. Nel 2004 sono stati introdotti invece un Albo degli allevatori dei cavalli mezzo sangue a fondo arabo (ritenuti fisicamente più adatti alla corsa) e un Albo delle fattrici;[87];
- costruzione di una pista in località Mociano, identica per forma e pendenza a Piazza del Campo. Da marzo a giugno si tengono qui, oltre che a Monticiano e a Monteroni d'Arbia, i lavori e le corse di addestramento obbligatori per i cavalli che s'intende portare al Palio[87];
- protezioni (cosiddetti "materassoni") presenti alla curva di san Martino, dal giugno del 1999 allestita con una barriera di protezione ad alto assorbimento in PVC, innalzamento del parapetto alla curva del Casato e introduzione di camicie di sicurezza per il pronto intervento del personale del 118[87];
- intervento sulla composizione, metodologia di applicazione e monitoraggio dello strato di tufo[87];
- mantenimento dei cavalli non più in condizioni di correre il Palio (per l'età avanzata o per infortunio) presso il Centro ippico del Corpo Forestale dello Stato "Il Caggio" del comune di Radicondoli[88];
- alcol-test ai fantini, come da ordinanza del sottosegretario alla Salute Francesca Martini[89].

Tali misure vengono giudicate comunque insufficienti da alcune associazioni animaliste, che continuano a chiedere l'abolizione della gara. Proprio al riguardo, uno studio del 2010 condotto dall'Università di Parma finalizzato alla comparazione delle patologie traumatiche dei cavalli da ippodromo e da corse storiche degli ultimi venti anni, ha permesso di verificare che non esiste differenza in termini percentuali tra incidenti nelle corse regolari e nelle corse storiche. In particolar modo, un'analisi approfondita degli ultimi quarant'anni del Palio di Siena ha permesso di scoprire che vi è stata una riduzione percentuale di incidenti catastrofici: dal 2,20% di incidenti nel decennio 1970-79 allo 0,53% del decennio 2000-09.

## Terminologia
Nel Palio è in uso da tempo immemorabile una terminologia specifica per definire i diversi protagonisti o momenti della corsa. Di seguito, alcuni termini più noti:
- Alfiere: lo sbandieratore di una Contrada.
- Bandierino: il punto d'arrivo della carriera.
- Barbaresco: il contradaiolo addetto alla cura del cavallo.
- Barbero: il cavallo da corsa, ma anche le tradizionali biglie di legno colorate con le insegne delle Contrade, caratteristico gioco senese.
- Bombolone: cavallo molto forte.
- Brenna: cavallo considerato scarso.
- Canapi: le grosse funi che delimitano la zona della mossa, ma anche il periodo di attesa della partenza della corsa, proverbialmente piuttosto lungo e carico di tensione (stare "fra i canapi").
- Capitano: il contradaiolo che, durante il periodo del Palio, è plenipotenziario della gestione della contrada.
- Cappotto: quando una contrada riesce a vincere, nello stesso anno, entrambi i Palii (l'ultimo nel 2016 da parte della Lupa).
- Carriera: la corsa.
- Carroccio: il carro tirato da buoi che durante il corteo storico trasporta il palio.
- Cencio: il palio (il drappo che viene assegnato al vincitore).
- Comparse: i rappresentanti in costume di una Contrada che partecipano al corteo storico.
- Contrade soppresse: nel XVII secolo queste andarono lentamente estinguendosi per carenze organizzative, non partecipazioni alla vita pubblica e così via. Il loro territorio fu inglobato dalle Contrade confinanti e di loro rimane traccia negli stemmi di alcune Contrade attuali. Le ultime contrade soppresse furono: Gallo, Orso, Vipera, Quercia, Leone e Spadaforte[93].
- Cuffia: il simbolo metaforico della Contrada nonna, quella cioè che ha la sua ultima vittoria più lontana nel tempo.
- Drappellone: il palio (drappo che viene assegnato al vincitore).
- Duce: figura rievocata nel corteo storico, rappresenta il comandante delle compagnie militari delle antiche contrade medievali. Nel Palio moderno è solo una figura rappresentativa, senza alcun potere.
- Mangino: è il nome comunemente usato a Siena per la carica di Tenente della Contrada, il braccio destro del Capitano di Contrada, che assieme a questo organizza i partiti per la Contrada durante il Palio; ogni contrada ha due Tenenti (Mangini).
- Marcia del Palio: antico inno che accompagna il corteo storico che precede il Palio di Siena, suonato dai musici di Palazzo suonano mentre i trombetti del Comune eseguono gli squilli della festa sulle chiarine d'argento.
- Masgalano (l'etimologia della parola proviene dallo spagnolo "mas galante", cioè "più elegante"): oggetto scolpito (originariamente un piatto, in tempi più recenti prende via via varie forme e dimensioni) solitamente in metallo prezioso, che viene assegnato alla Contrada che abbia effettuato la migliore figura nel corteo storico. In pratica consiste in un premio ai figuranti, in special modo gli alfieri e il tamburino, più abili.
- Montura: indica gli abiti, ispirati all'epoca rinascimentale, utilizzati dalle comparse (o monturati) delle diverse Contrade durante il corteo storico che precede la corsa.
- Mossa: indica l'inizio della corsa vera e propria, ma anche il punto della piazza da dove la corsa parte.
- Mossiere: il personaggio designato a regolamentare la partenza (mossa) della corsa.
- Nerbata: l'utilizzo del nerbo contro un fantino avversario.
- Nerbo: il pene essiccato di bue utilizzato dai fantini quale frusta.
- Nonna: la Contrada che non vince il palio da più tempo.
- Palio: il termine può essere utilizzato per indicare la corsa dei cavalli, ma anche il drappo assegnato al vincitore della corsa.
- Partiti: gli accordi, più o meno segreti, fra le diverse Contrade per la vittoria del Palio.
- Passeggiata: il corteo storico.
- Priore: in quasi tutte le Contrade, con questo titolo è designato il contradaiolo eletto a capo della Contrada per tutto l'anno (periodo del Palio escluso). Nel Bruco si chiama Rettore, mentre nell'Oca è detto Governatore.
- Rincorsa: la posizione di partenza del decimo cavallo, situato al di fuori dello spazio delimitato dai canapi. Poiché è proprio l'entrata del decimo cavallo nei canapi a determinare la partenza della corsa, questa posizione è considerata particolarmente favorevole per favorire (o sfavorire) un'altra Contrada, piuttosto che per la vittoria. Infatti la Contrada di rincorsa parte da una posizione arretrata e deve percorrere una parte del primo giro sul lato più esterno della pista, il che la mette potenzialmente in svantaggio rispetto alle nove che partono dai canapi.
- Scosso: cavallo senza fantino.
- Soprallasso: Cavallo di grande mole (da parata) montato dal fantino durante il Corteo Storico, questa figura è presente solo per le 10 contrade che prendono parte alla corsa.
- Spennacchiera: la coccarda con i colori della Contrada di appartenenza, applicata sulla fronte del cavallo.
- Steccato: le barriere di legno che delimitano internamente la pista. La posizione di partenza "allo steccato" indica le posizioni più interne, considerate comunemente fra le più favorevoli per la vittoria della corsa.
- Tratta: la scelta e l'assegnazione alle Contrade (per estrazione) dei cavalli per la corsa; ha luogo il 29 giugno per il Palio di Provenzano e il 13 agosto per quello dell'Assunta.
- Verrocchio: palco situato appena sopra la zona della mossa, da dove il mossiere gestisce le operazioni relative alla partenza.

## Televisione
Dal 1954 al 2019 il palio è stato trasmesso in diretta sulla Rai, nel solo 1995 il palio di luglio fu trasmesso da Canale 5, mentre quello di agosto da Telemontecarlo. Dal 2022 viene trasmesso su LA7; .

## Filmografia
Il Palio è stato soggetto di diversi lungometraggi, sia a carattere documentaristico che come cornice narrativa di storie, tra i quali:
- Palio di Alessandro Blasetti (1932)
- La ragazza del Palio di Luigi Zampa (1957)
- Bianco rosso celeste - cronaca dei giorni del Palio di Siena di Luciano Emmer (1963)
- Il burbero, di Castellano e Pipolo (1986)
- Il bianco e il nero - Tutti i colori del Palio di Siena, di Anton Giulio Onofri (2002)
- The Last Victory di John Appel (2004)
- Visioni di Palio di Anton Giulio Onofri (2004)
- Il trucco o l'anima di Massimo Reale (2007)
- Quantum of Solace di Marc Forster (2008)
- Dietro la bandiera di Massimo Reale (2009)
- Tamburi in testa di Michele Landi e Antonio Barra (2013)
- Palio di Cosima Spender (2015)